# Liste der Biografien/Lic
Liste der Biografien |
Portal Biografien |
Personensuche
# |
A |
B |
C |
D |
E |
F |
G |
H |
I |
J |
K |
L |
M |
N |
O |
P |
Q |
R |
S |
T |
U |
V |
W |
X |
Y |
Z |
?
 
La |
Lb |
Lc |
Le |
Lg |
Lh |
Li |
Lj |
Ll |
Lm |
Lo |
Lp |
Lt |
Lu |
Lv |
Lw |
Lx |
Ly |
Lz
 
Lia |
Lib |
Lic |
Lid |
Lie |
Lif |
Lig |
Lih |
Lii |
Lij |
Lik |
Lil |
Lim |
Lin |
Lio |
Lip |
Liq |
Lir |
Lis |
Lit |
Liu |
Liv |
Liw |
Lix |
Liy |
Liz
Die Liste der Biografien führt alle Personen auf, die in der deutschsprachigen Wikipedia einen Artikel haben. Dieses ist eine Teilliste mit 419 Einträgen von Personen, deren Namen mit den Buchstaben „Lic“ beginnt.

## Lic

### Lica
- Licá (* 1988), portugiesischer Fußballspieler
- Lica, Barbra (* 1988), kanadische Jazzsängerin und Songwriterin
- Licandro, Gianfranco (* 1947), italienischer Schauspieler
- Licandro, Víctor (1918–2011), uruguayischer Militär und Politiker
- Licard, Nathalie (* 1964), französische Fernsehmoderatorin
- LiCastri, Paolo (1935–1979), US-amerikanischer Mafioso

### Licc
- Liccardo, Sam (* 1970), US-amerikanischer Politiker
- Licciardello, Claudio (* 1986), italienischer Leichtathlet
- Licciardi, Christina (* 1981), US-amerikanische Schauspielerin
- Licciardi, Consiglia (* 1959), italienische Sängerin
- Liccini, Rolf (1940–2010), deutscher Kameramann und Fernsehregisseur

### Lice
- Ličef, Miha (* 1997), slowenischer Skilangläufer
- Licence, Peter (* 1973), britischer Chemiker und Hochschullehrer an der Universität Nottingham
- Licent, Émile (1876–1952), französischer Jesuit und Naturwissenschaftler
- Licentia, Lisa (* 1994), deutsche Influencerin

### Lich

#### Licha
- Licha, Otto (1912–1996), österreichischer Feldhandballspieler
- Licha, Otto (* 1952), österreichischer Lehrer und Autor
- Lichaj, Eric (* 1988), US-amerikanischer Fußballspieler
- Lichal, Robert (1932–2024), österreichischer Politiker (ÖVP)
- Lichardus, Jan (1939–2004), deutsch-slowakischer Vorgeschichtsforscher
- Lichardus-Itten, Marion (* 1941), Schweizer Prähistorikerin
- Licharz, Werner (1938–2015), deutscher Theologe, Pädagoge und Hochschullehrer
- Lichatschow, Dmitri Sergejewitsch (1906–1999), russischer Philologe und Slawist
- Lichatschow, Waleri Nikolajewitsch (* 1947), sowjetischer Radrennfahrer
- Lichatschowa, Galina Wladimirowna (* 1977), russische Eisschnellläuferin

#### Lichb
- Lichberg, Heinz von (1890–1951), deutscher Schriftsteller und Journalist

#### Lichd
- Lichdi, Gustav (1876–1945), deutscher Unternehmer
- Lichdi, Johannes (* 1964), deutscher Politiker (Bündnis 90/Die Grünen), MdL und Rechtsanwalt

#### Liche
- Liche, Volker (* 1941), deutscher Flottillenadmiral der Deutschen Marine
- Lichel, Carl-Helmuth (* 1932), deutscher Generalmajor
- Lichel, Walter (1885–1969), deutscher General der Infanterie im Zweiten Weltkrieg
- Lichem, Heinz (1941–2007), österreichischer Militärhistoriker und Publizist
- Lichem, Klaus (* 1936), österreichischer Romanist
- Licher, Thomas (* 1963), deutscher Journalist
- Lichert, Andreas (* 1975), deutscher Politiker (AfD), MdLAndreas Lichert (* 1975)
- Lichey, Carola (* 1961), deutsche Ruderin

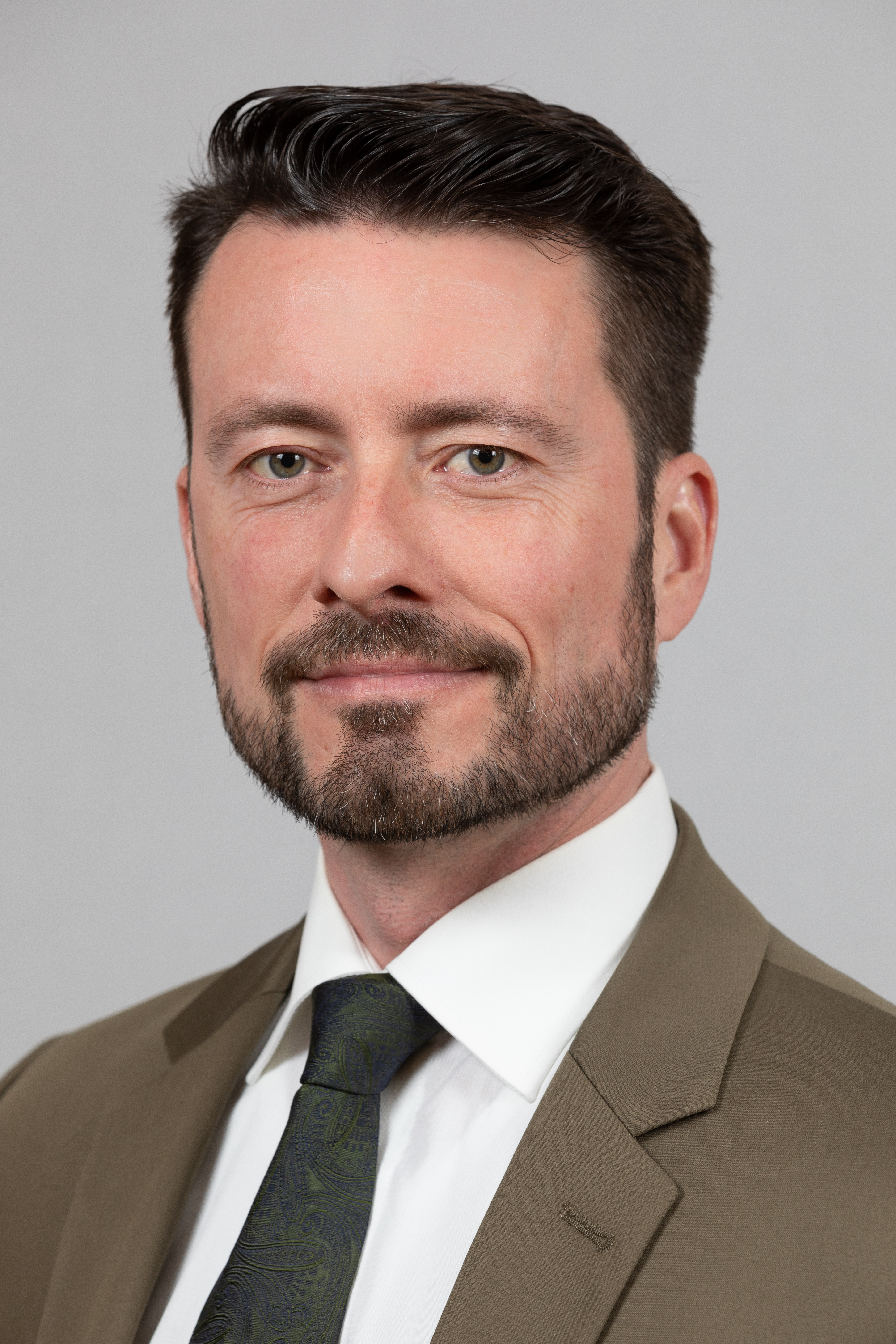
Andreas Lichert (* 1975)

- Lichey, Georg (1886–1939), deutscher Schriftsteller

#### Lichi
- Lichiardopol, Gheorghe (1913–1991), rumänischer Sportschütze
- Lichine, Alexis (1913–1989), US-amerikanischer Weinhändler und Sachbuchautor
- Lichius, Dagmar (* 1961), deutsche Filmeditorin
- Lichius, Jakob († 1584), Dekan

#### Lichn
- Lichner, Heinrich (1829–1898), deutscher Komponist
- Lichnerowicz, André (1915–1998), französischer Mathematiker und Physiker
- Lichnovsky, Igor (* 1994), chilenischer Fußballspieler
- Lichnowsky und Woschtitz, Carl Erdmann von (1709–1767), preußischer Landrat
- Lichnowsky, Eduard von (1789–1845), österreichischer Adliger und Historiker
- Lichnowsky, Felix von (1814–1848), deutscher Politiker
- Lichnowsky, Karl (1761–1814), zweiter Fürst Lichnowsky sowie Kammerherr am kaiserlichen Hof in Wien
- Lichnowsky, Karl Max von (1860–1928), deutscher Diplomat, Botschafter in Großbritannien (1912–1914)
- Lichnowsky, Karl von (1819–1901), deutscher Politiker, MdR
- Lichnowsky, Mechtilde (1879–1958), deutsche Schriftstellerin
- Lichnowsky, Stephan von († 1796), preußischer Generalmajor, Chef des Infanterie-Regiments Nr. 23

#### Licho
- Licho, Adolf Edgar (1876–1944), russischer Schauspieler, Theaterregisseur, Theaterleiter, Filmregisseur und Drehbuchautor
- Licholetow, Alexander Walerjewitsch (* 1987), russischer Beachvolleyballspieler
- Lichottka, Fabian (* 1993), deutscher Schauspieler
- Lichowzewa, Jelena Alexandrowna (* 1975), kasachische und russische Tennisspielerin

#### Licht
- Licht, Alexander (* 1952), deutscher Politiker (CDU), MdL
- Licht, Alice (1916–1986), deutsche HolocaustüberlebendeAlice Licht (1916–1986)

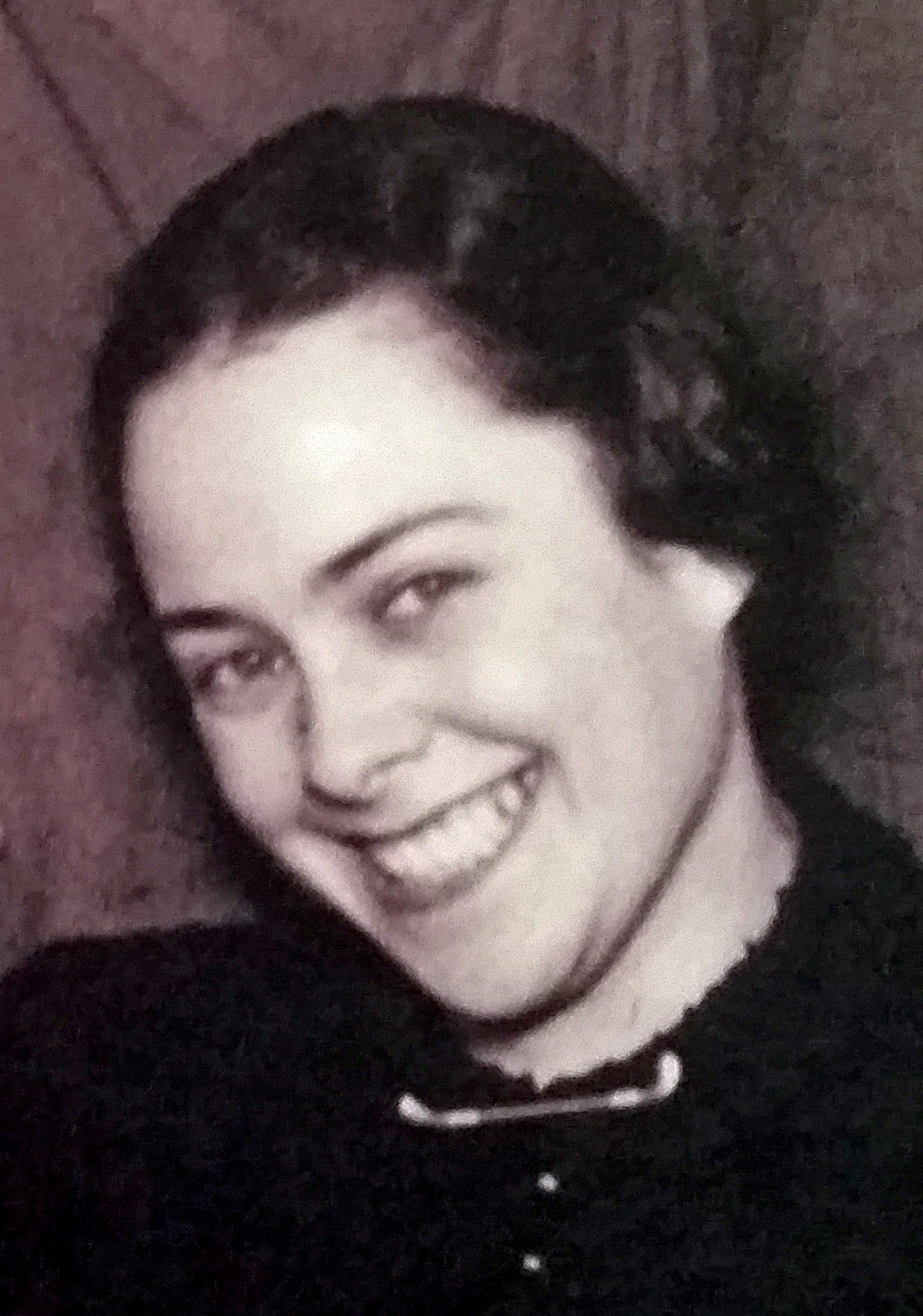
Alice Licht (1916–1986)

- Licht, Barnet (1874–1951), deutscher Dirigent und Chorleiter
- Licht, Chris (* 1971), US-amerikanischer Fernsehreporter und Produzent
- Licht, Daniel (1957–2017), US-amerikanischer Filmkomponist
- Licht, Dennis (* 1984), niederländischer Mittel- und Langstreckenläufer
- Licht, Emanuel Gottlieb (1742–1811), deutscher Deichhauptmann
- Licht, Ernst (1892–1965), deutscher Komponist
- Licht, Ferdinand (1748–1822), österreichischer Maler
- Licht, Florian (* 1972), deutscher Kameramann
- Licht, Frank (1916–1987), US-amerikanischer Politiker
- Licht, Hans (1876–1935), deutscher Landschaftsmaler
- Licht, Hugo (1841–1923), deutscher Architekt und kommunaler Baubeamter
- Licht, Kira (* 1980), deutsche Schriftstellerin
- Licht, Lucas Matías (* 1981), argentinischer Fußballspieler
- Licht, Renate (* 1963), deutsche Gewerkschafterin und Richterin am Thüringer Verfassungsgerichtshof
- Licht, Richard A. (* 1948), US-amerikanischer Politiker
- Licht, Sascha (* 1974), deutscher Fußballspieler
- Licht, Simon (* 1966), deutscher SchauspielerSimon Licht (* 1966)

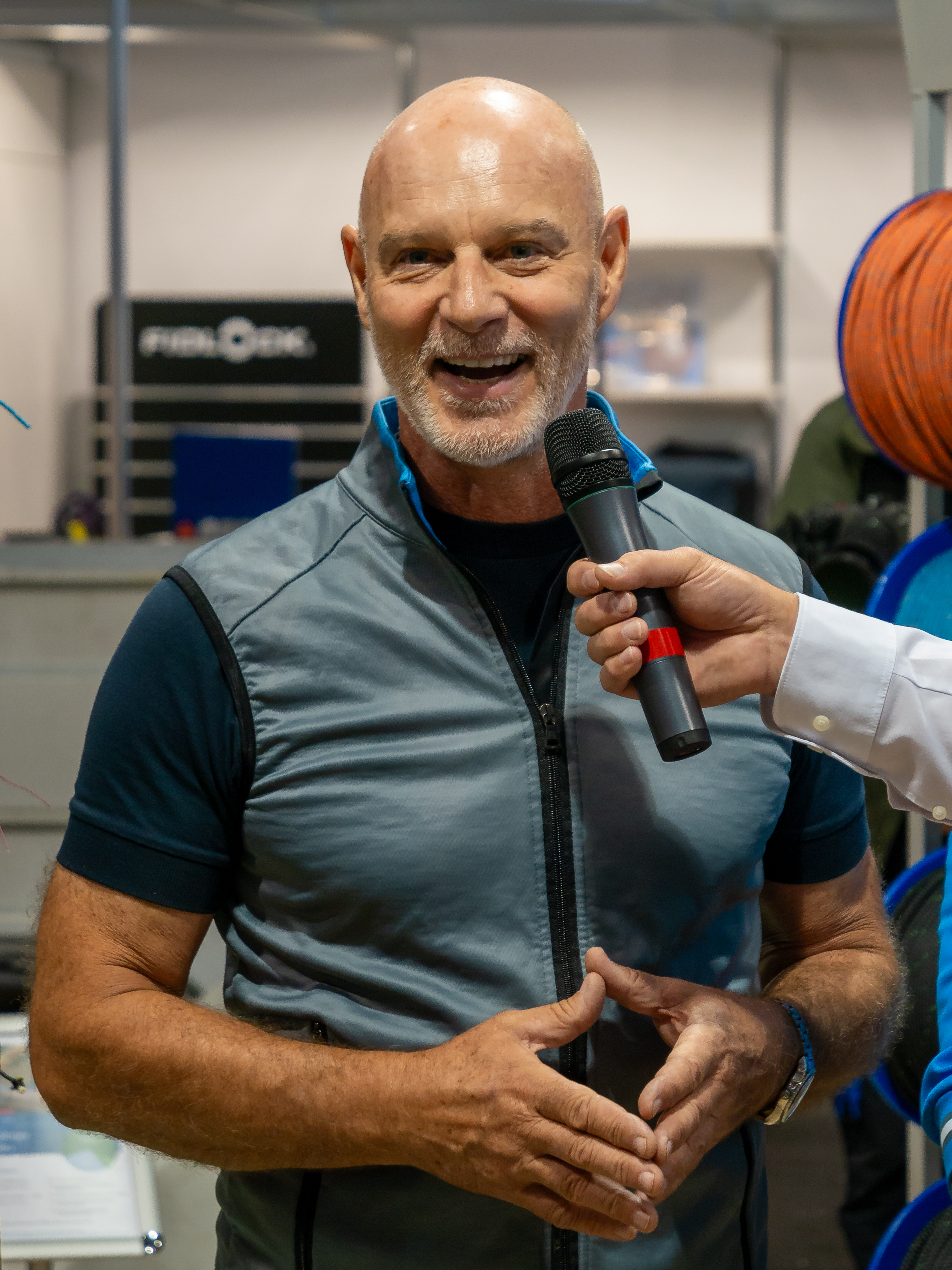
Simon Licht (* 1966)

- Licht, Stefan (1860–1932), österreichischer Politiker (DnP), Abgeordneter zum Nationalrat
- Licht, Tino (* 1969), deutscher mittellateinischer Philologe
- Licht, Tobias (* 1977), deutscher SchauspielerTobias Licht (* 1977)

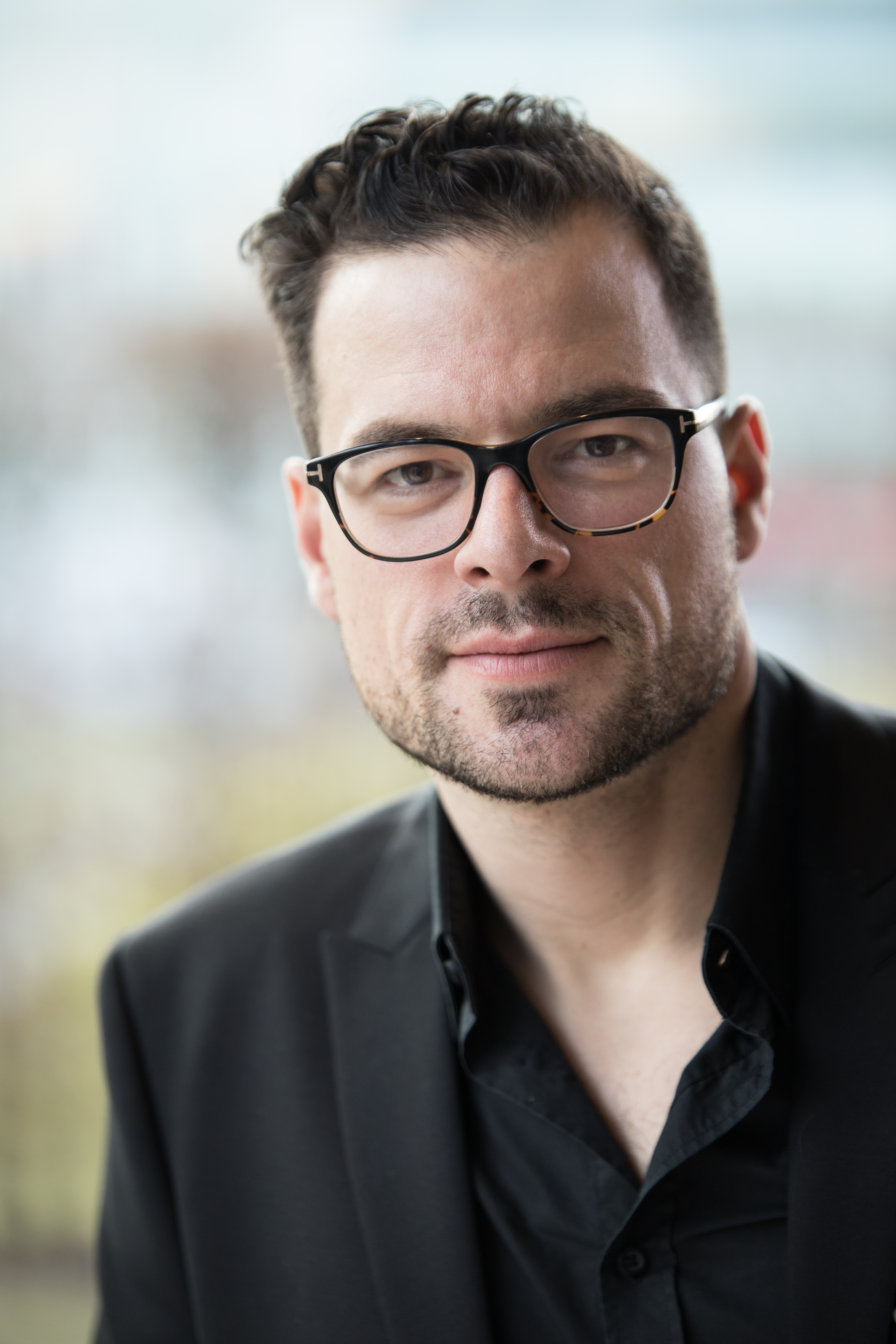
Tobias Licht (* 1977)

- Licht, Victoria (* 1989), deutsche Schauspielerin
- Licht, Walter (* 1946), US-amerikanischer Historiker
- Licht, Wolfgang (1928–2019), deutscher Schriftsteller

##### Lichta
- Lichtarowitsch, Dsmitryj (* 1978), belarussischer Fußballspieler

##### Lichtb
- Lichtblau, Albert (* 1954), österreichischer Historiker
- Lichtblau, Eric (* 1965), US-amerikanischer Journalist
- Lichtblau, Ernst (1883–1963), österreichischer Architekt
- Lichtblau, Franz (1928–2019), deutscher Architekt
- Lichtblau, Klaus (* 1951), deutscher Soziologe und Ideengeschichtler
- Lichtblau, Laura (* 1985), deutsche Schriftstellerin und Übersetzerin
- Lichtblau, Leon (1901–1938), rumänischer militanter Kommunist und sowjetischer Statistiker
- Lichtbuer, Benoît Cardon de (* 1942), belgischer Diplomat

##### Lichte
- Lichte, Arthur (* 1949), US-amerikanischer Offizier der US Air Force
- Lichte, Bernd (* 1952), deutscher Fußballspieler und -trainer
- Lichte, Bernhard (* 1955), deutscher Journalist
- Lichte, Erika (1900–1947), deutsche Dichterin
- Lichte, Hannes (* 1944), deutscher Physiker
- Lichte, Hugo (1891–1963), deutscher Physiker
- Lichte, Jan de (1723–1748), flämischer Räuber und Bandenanführer
- Lichte, Jan-Moritz (* 1980), deutscher Fußballspieler und -trainer
- Lichte, Rosemarie (1954–2019), deutsche Juristin und Autorin
- Lichtefeld, Peter (* 1956), deutscher Filmregisseur und Drehbuchautor
- Lichtegg, Max (1910–1992), polnisch-schweizerischer Operetten- und Opernsänger im Stimmfach Tenor
- Lichtenau, Heinrich IV. von († 1517), Bischof von Augsburg
- Lichtenau, Wilhelmine von (1752–1820), Geliebte von Friedrich Wilhelms II. von PreußenWilhelmine von Lichtenau (1752–1820)

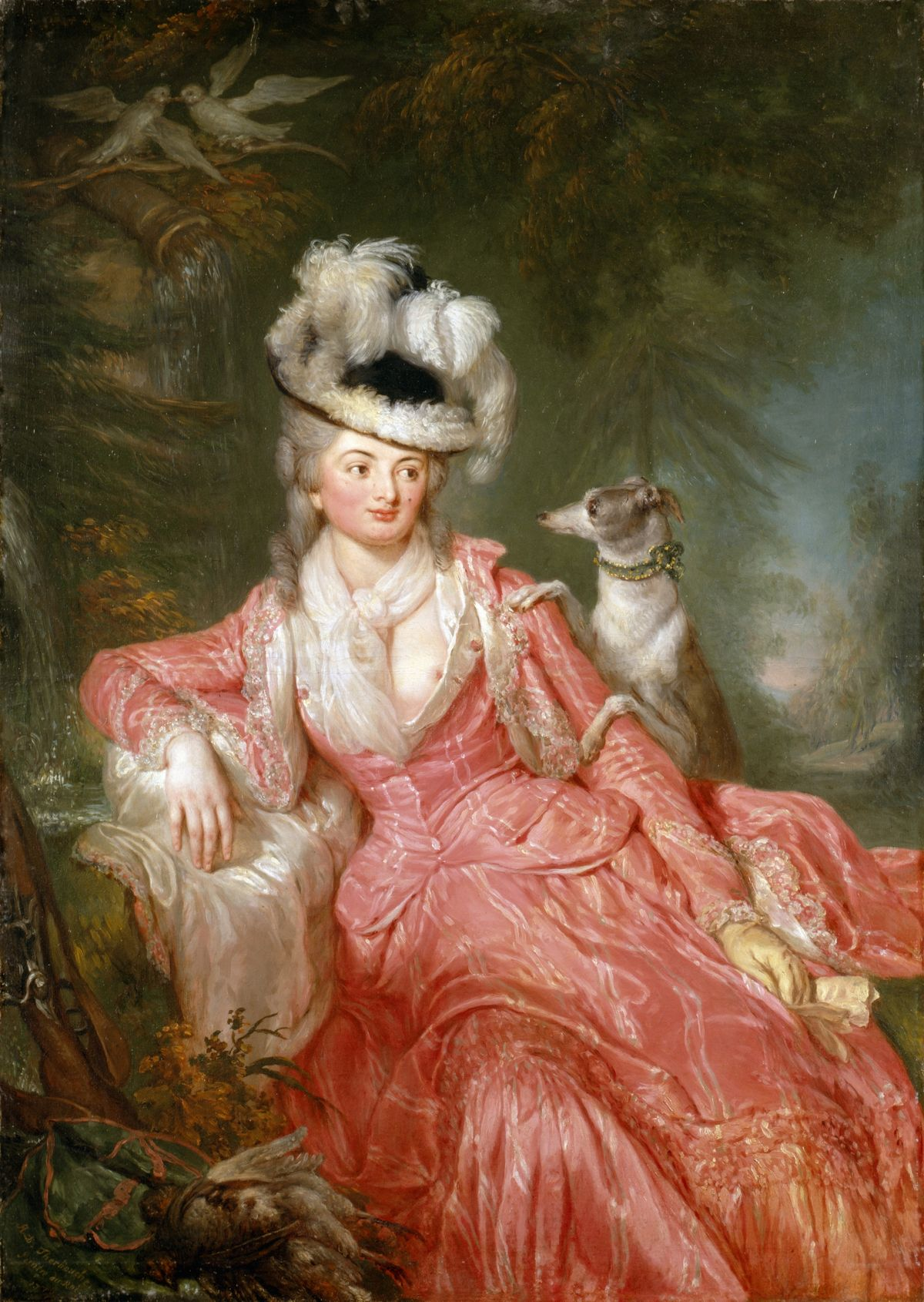
Wilhelmine von Lichtenau (1752–1820)

- Lichtenauer, Franz (1886–1955), deutscher Schauspieler bei Bühne und Film
- Lichtenauer, Friedrich († 1570), Weihbischof in Bamberg und Titularbischof in Athyra
- Lichtenauer, Friedrich (1908–1969), deutscher Chirurg
- Lichtenauer, Fritz (* 1946), österreichischer Journalist, Publizist, Schriftsteller und Grafiker
- Lichtenauer, Philipp (1799–1850), deutscher Verwaltungsjurist
- Lichtenbaum, Stephen (* 1939), US-amerikanischer Mathematiker
- Lichtenberg I., Agnes von († 1336), Äbtissin von Lichtenthal
- Lichtenberg, Adelheid von I. († 1312), Äbtissin von Lichtenthal
- Lichtenberg, Adelheid von II. († 1413), Äbtissin von Lichtenthal
- Lichtenberg, Agnes von II., Äbtissin von Lichtenthal
- Lichtenberg, Alexander von (1880–1949), ungarisch-deutscher Urologe
- Lichtenberg, Anna von (1442–1474), deutsche Adlige
- Lichtenberg, Bernd (* 1966), deutscher Drehbuchautor
- Lichtenberg, Bernhard (1875–1943), katholischer Theologe, 1996 seliggesprochen
- Lichtenberg, Betz von († 1480), Großbailli
- Lichtenberg, Byron Kurt (* 1948), US-amerikanischer Astronaut
- Lichtenberg, Carl (1816–1883), deutscher Landes- und Kirchenpolitiker
- Lichtenberg, Claudia (* 1985), deutsche RadrennfahrerinClaudia Lichtenberg (* 1985)

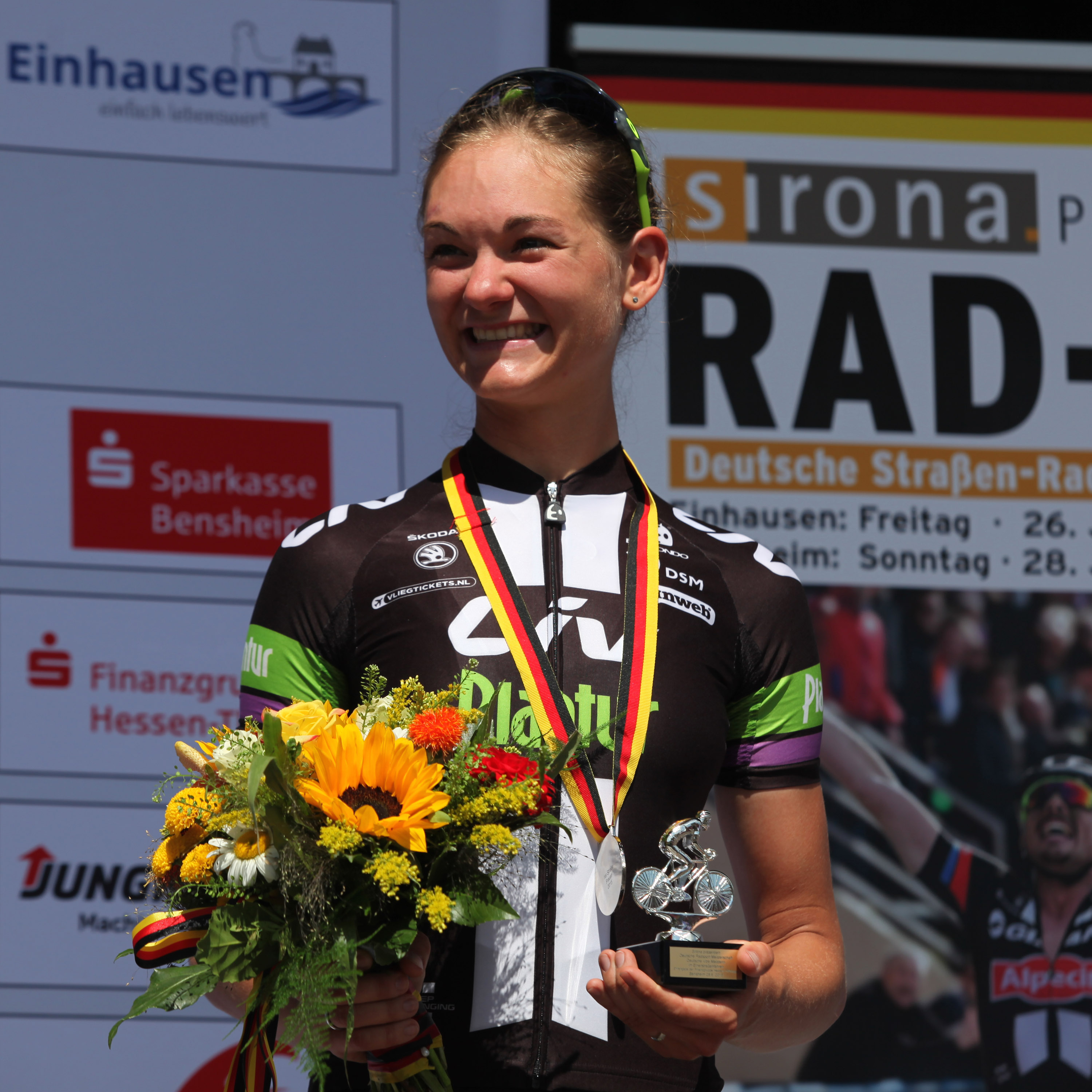
Claudia Lichtenberg (* 1985)

- Lichtenberg, Eleonora Jakowlewna (1925–2025), sowjetische bzw. russische Architektin
- Lichtenberg, Elisabeth von († 1320), Äbtissin von Lichtenthal
- Lichtenberg, Ernst (1939–2005), deutscher Politiker (CDU), MdHB
- Lichtenberg, Friedrich (1801–1871), Landtagsabgeordneter Großherzogtum Hessen
- Lichtenberg, Friedrich August von (1755–1819), Hessen-Darmstädtischer Ministerpräsident
- Lichtenberg, Friedrich David (1774–1847), deutscher Apotheker in Berlin und Danzig
- Lichtenberg, Georg (1852–1908), deutscher nationalliberaler Politiker
- Lichtenberg, Georg (1886–1973), deutscher Verwaltungsjurist, Landrat des Landkreises Neustadt (Rübenberge) (1923–1933)
- Lichtenberg, Georg Christoph (1742–1799), deutscher Naturforscher und SchriftstellerGeorg Christoph Lichtenberg (1742–1799)

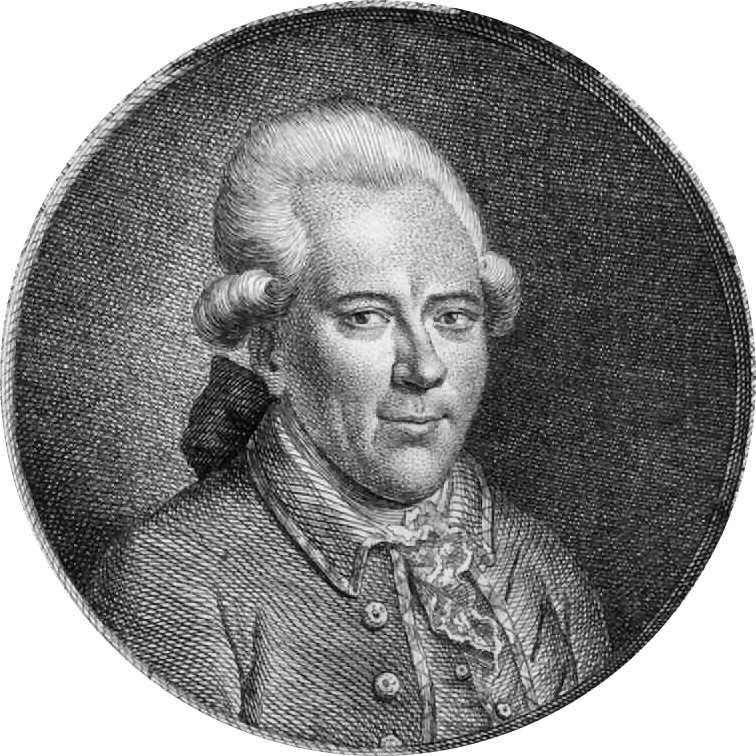
Georg Christoph Lichtenberg (1742–1799)

- Lichtenberg, Gustav Wilhelm (1811–1879), Landtagsabgeordneter Großherzogtum Hessen
- Lichtenberg, Hagen (* 1943), deutscher Jurist
- Lichtenberg, Hans-Jürgen (1940–2025), deutscher Politiker (CDU), MdL
- Lichtenberg, Jacqueline (* 1942), amerikanische Science-Fiction-Autorin
- Lichtenberg, Jessica (* 1981), deutsche Voltigiererin
- Lichtenberg, Johann Conrad (1689–1751), deutscher Librettist, Baumeister und Theologe
- Lichtenberg, Joseph D. (1925–2021), US-amerikanischer Psychiater, Psychoanalytiker und Autor
- Lichtenberg, Lorenz von († 1446), Bischof von Lavant
- Lichtenberg, Ludwig Christian (1737–1812), deutscher Beamter, Naturforscher
- Lichtenberg, Ludwig von (1784–1845), hessen-darmstädtischer Verwaltungsbeamter
- Lichtenberg, Mechtelt van († 1598), niederländische Malerin
- Lichtenberg, Meza von († 1263), Äbtissin von Lichtenthal
- Lichtenberg, Mike Leon (* 2001), deutscher Schauspieler und Musiker
- Lichtenberg, Otto Friedrich von († 1838), deutscher Politiker
- Lichtenberg, Reinhold von (1865–1927), österreichischer Kunsthistoriker und völkischer Publizist
- Lichtenberg, Ruby M. (* 2005), deutsche Schauspielerin
- Lichtenberg, Simon (* 1997), deutscher SnookerspielerSimon Lichtenberg (* 1997)

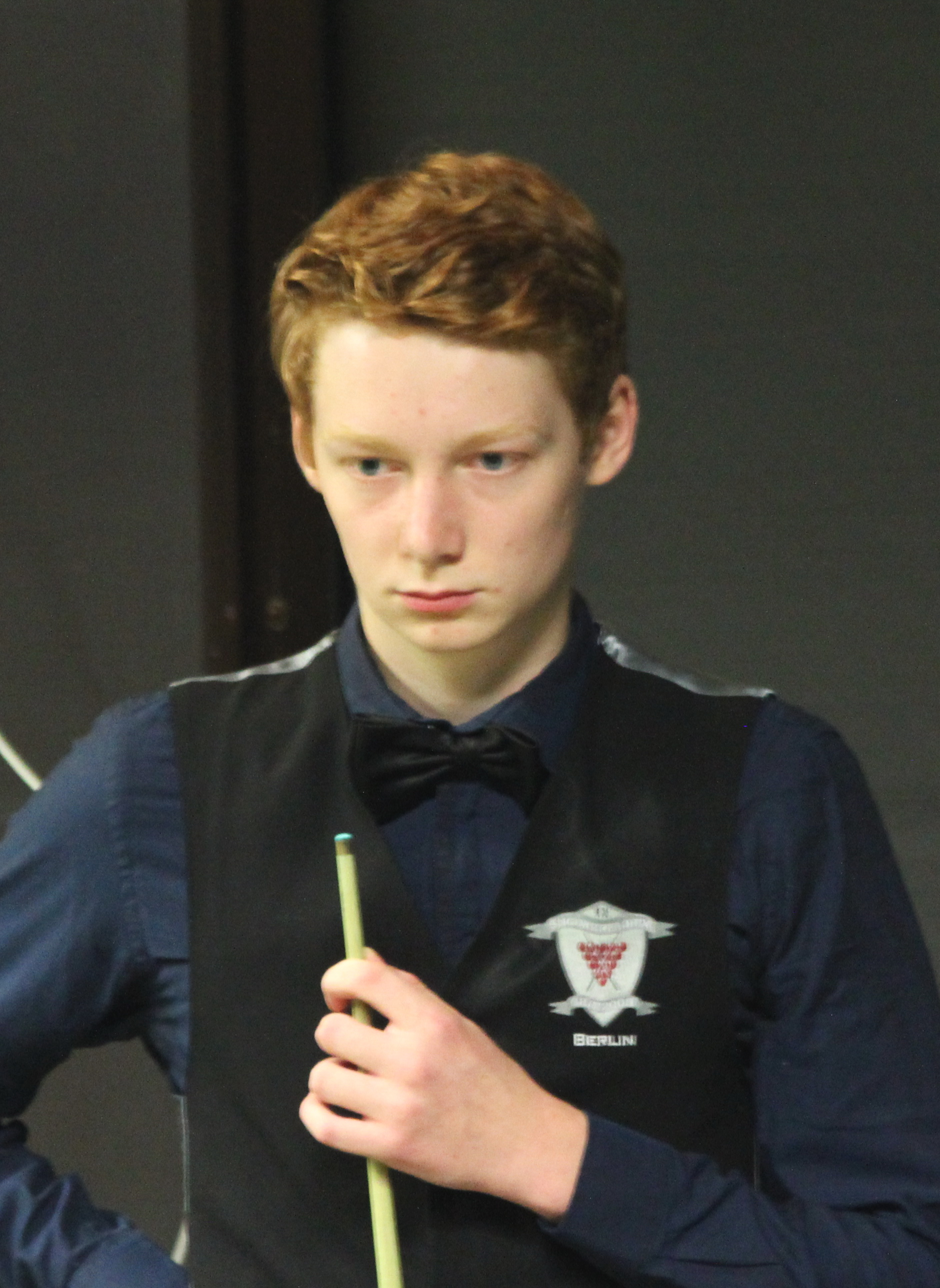
Simon Lichtenberg (* 1997)

- Lichtenberg, Uwe (1934–2011), deutscher Politiker (SPD), Oberbürgermeister von Fürth
- Lichtenberg, Werner (* 1953), deutscher Verwaltungsjurist
- Lichtenberger, Achim (* 1970), deutscher Klassischer Archäologe
- Lichtenberger, André (1870–1940), französischer Romanschriftsteller und Soziologe
- Lichtenberger, Andreas (* 1970), deutscher Schauspieler und Musicaldarsteller (Bariton)
- Lichtenberger, Andrew (* 1987), US-amerikanischer Pokerspieler
- Lichtenberger, Arthur Carl (1900–1968), US-amerikanischer Geistlicher, Oberhaupt der Episcopal Church in the USA
- Lichtenberger, Christian (* 1995), österreichischer Fußballspieler
- Lichtenberger, Claus (* 1950), deutscher Fußballspieler
- Lichtenberger, Elisabeth (1925–2017), österreichische Geographin
- Lichtenberger, Ernest (1847–1913), französischer Germanist und Hochschullehrer
- Lichtenberger, Eva (* 1954), österreichische Politikerin (Grüne), Landtagsabgeordnete, Abgeordnete zum Nationalrat, MdEP
- Lichtenberger, Franz (1881–1942), preußischer Lehrer und Schriftsteller
- Lichtenberger, Frédéric Auguste (1832–1899), französischer protestantischer Theologe
- Lichtenberger, Grischa (* 1983), deutscher Künstler und Musiker
- Lichtenberger, Hans Reinhold (1876–1957), deutscher Maler und Zeichner
- Lichtenberger, Harold (1920–1993), US-amerikanischer Physiker
- Lichtenberger, Henri (1864–1941), Begründer der modernen französischen Germanistik
- Lichtenberger, Hermann (1892–1959), deutscher Generalmajor in der Luftwaffe der Wehrmacht
- Lichtenberger, Hermann (* 1943), deutscher evangelischer Theologe
- Lichtenberger, Imre Friedrich (* 2006), österreichischer Schauspieler
- Lichtenberger, Jakob (1909–2005), nationalsozialistisch ausgerichteter Verbandsfunktionär im Königreich Jugoslawien
- Lichtenberger, James Pendleton (1870–1953), US-amerikanischer Pfarrer und Soziologe
- Lichtenberger, Johannes, deutscher Astrologe
- Lichtenberger, Peter (1929–2001), deutscher Notar
- Lichtenberger, Philipp (1855–1918), deutscher Tabakfabrikant, Bürgermeister und Politiker (NLP), MdR
- Lichtenberger, Sigrid (1923–2016), deutsche Schriftstellerin
- Lichtenberger, Suse (* 1975), deutsche Schauspielerin
- Lichtenberger, Walter (1891–1979), deutscher Offizier der Luftwaffe im Ersten und Zweiten Weltkrieg
- Lichtenberger, Walter (1906–2000), deutscher Jurist und Politiker (CDU), MdL
- Lichtenecker, Norbert (1897–1938), österreichischer Geograph
- Lichtenecker, Ruperta (* 1965), österreichische Politikerin (Die Grünen), Abgeordnete zum Nationalrat, Mitglied des Bundesrates
- Lichteneckert, István (1892–1929), ungarischer Florettfechter
- Lichtenegger, Elmar (* 1974), österreichischer Leichtathlet und Politiker (FPÖ, BZÖ), Abgeordneter zum Nationalrat
- Lichtenegger, Erwin (1928–2004), österreichischer Agrarwissenschaftler
- Lichtenegger, Fritz (1900–1975), österreichischer Politiker (HB), Abgeordneter zum Nationalrat
- Lichtenegger, Helga (* 1971), österreichische Physikerin
- Lichtenegger, Hermann (1900–1984), österreichischer Gewerkschafter
- Lichtenegger, Maria (1906–1923), österreichische Katholikin, für die der Seligsprechungsprozess eingeleitet wurdeMaria Lichtenegger (1906–1923)

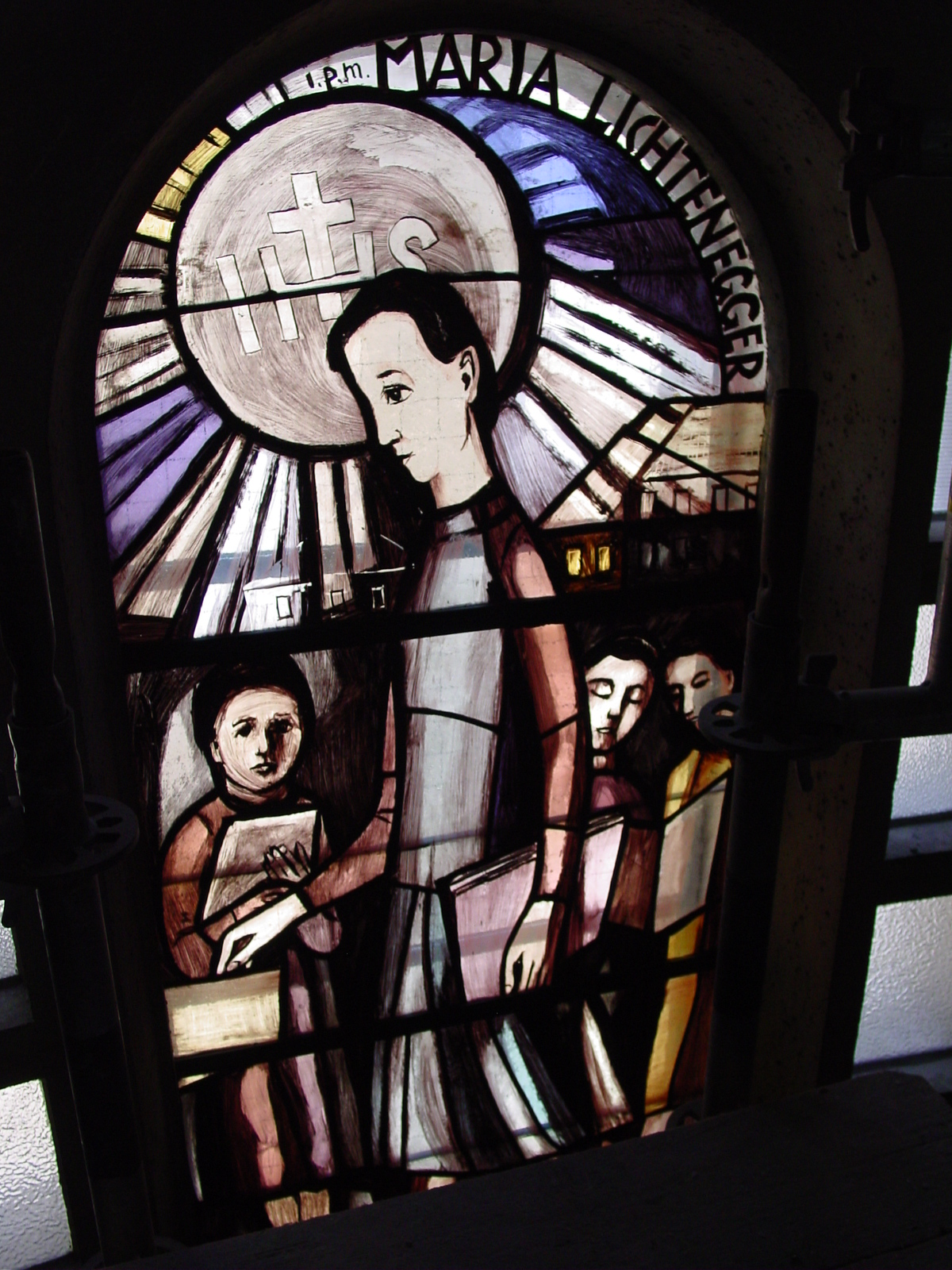
Maria Lichtenegger (1906–1923)

- Lichtenegger, Sepp (* 1938), österreichischer Skispringer
- Lichtenegger, Uschi (* 1961), österreichische Politikerin
- Lichtenegger, Vatroslav (1809–1885), österreichisch-kroatischer Lyriker
- Lichtenfeld, Gerhard (1921–1978), deutscher Künstler
- Lichtenfeld, Herbert (1927–2001), deutscher Fernsehautor
- Lichtenfeld, Imrich (1910–1998), israelischer Begründer des Selbstverteidigungssystems Krav Maga
- Lichtenfeld, Kristiane (* 1944), deutsche Slawistin und Übersetzerin
- Lichtenfeld, Manfred (1925–1997), deutscher Schauspieler und Synchronsprecher
- Lichtenfeld, Sven (* 1974), deutscher Politiker (AfD, BIW), MdBB
- Lichtenfels, Julius (1884–1968), deutscher Fechter
- Lichtenfels, Melchior von († 1575), Fürstbischof von Basel
- Lichtenfels, Oskar Peithner von (1852–1923), österreichischer Mathematiker
- Lichtenfels, Paula von (* 1869), österreichische Pianistin, Opernsängerin (Sopran) und Gesangspädagogin
- Lichtenfels, Sabine (* 1954), deutsche Autorin, TheologinSabine Lichtenfels (* 1954)

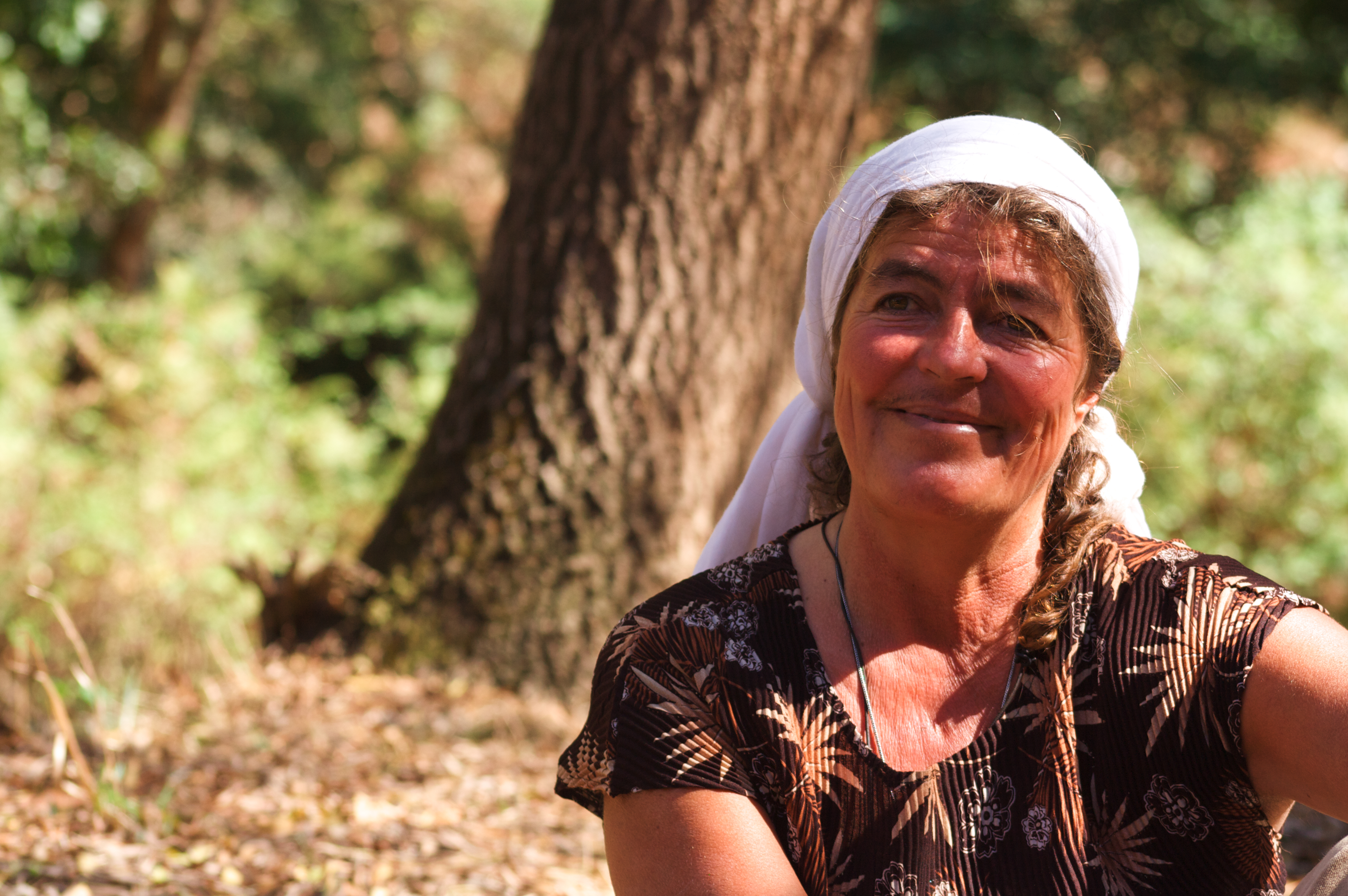
Sabine Lichtenfels (* 1954)

- Lichtenfield, Louis (1919–2003), US-amerikanischer Spezialeffekttechniker
- Lichtenhagen, Silke (* 1973), deutsche Sprinterin
- Lichtenhahn, David († 1733), deutscher Arzt, fürstlich-sächsischer Merseburgischer Leibarzt, Mitglied der Gelehrtenakademie Leopoldina
- Lichtenhahn, Ernst (1934–2019), Schweizer Musikwissenschaftler
- Lichtenhahn, Ernst Ludwig (1770–1824), Schweizer Politiker und eidgenössischer Generalstaboberst
- Lichtenhahn, Fritz (1932–2017), Schweizer SchauspielerFritz Lichtenhahn (1932–2017)

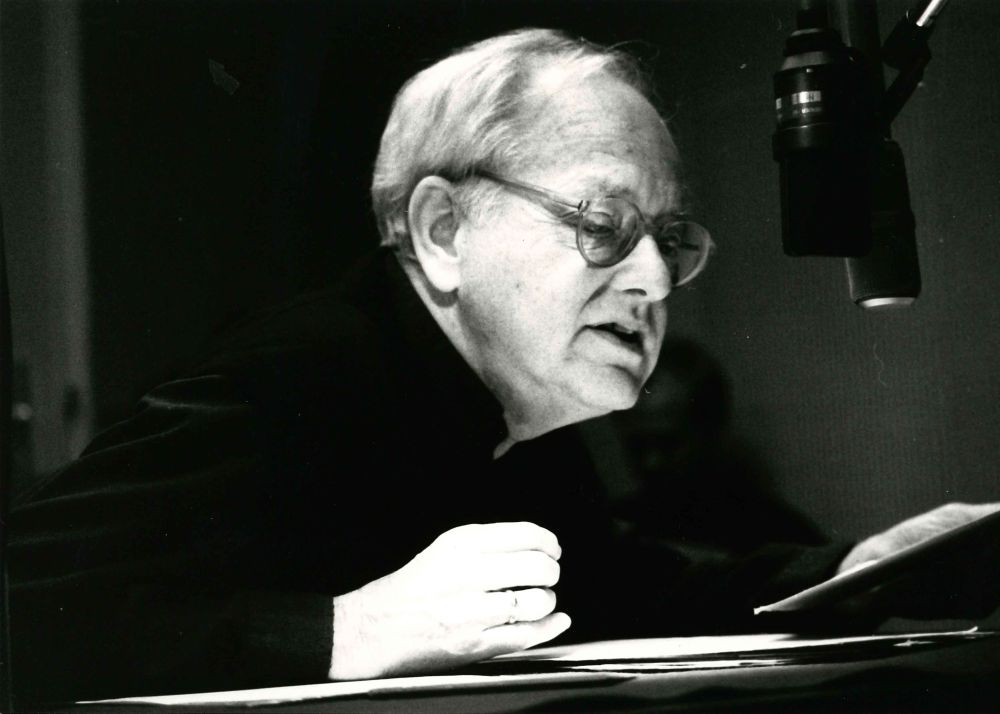
Fritz Lichtenhahn (1932–2017)

- Lichtenhahn, Gerd (1910–1964), deutscher Architekt
- Lichtenhahn, Johann Karl (1805–1860), Schweizer Jurist und Historiker
- Lichtenhan, Lucas (1898–1969), Schweizer, Kunsthistoriker, Kunsthändler und Kurator
- Lichtenheld, Georg (1877–1950), deutscher Veterinär in Deutsch-Ostafrika
- Lichtenheld, Wilhelm (1817–1891), deutscher Landschaftsmaler
- Lichtenheldt, Willibald (1901–1980), deutscher Ingenieur und Hochschullehrer
- Lichtenknecker, Dieter (1933–1990), deutscher Astronom und Unternehmer
- Lichtenstädter, Ilse (1901–1991), deutsch-amerikanische Orientalistin
- Lichtenstaedt, Jeremias Rudolph (1792–1849), deutscher Mediziner an der Königlichen Universität zu Breslau und praktischer Arzt in Sankt Petersburg
- Lichtenstaedter, Siegfried (1865–1942), deutscher Jurist und jüdischer Publizist
- Lichtensteiger, Kory (* 1985), US-amerikanischer American-Football-Spieler
- Lichtensteiger, Sibylle (* 1969), Schweizer Kuratorin
- Lichtenstein, Alexander (* 1955), deutscher Physiker
- Lichtenstein, Alfred (1889–1914), deutscher expressionistischer SchriftstellerAlfred Lichtenstein (1889–1914)

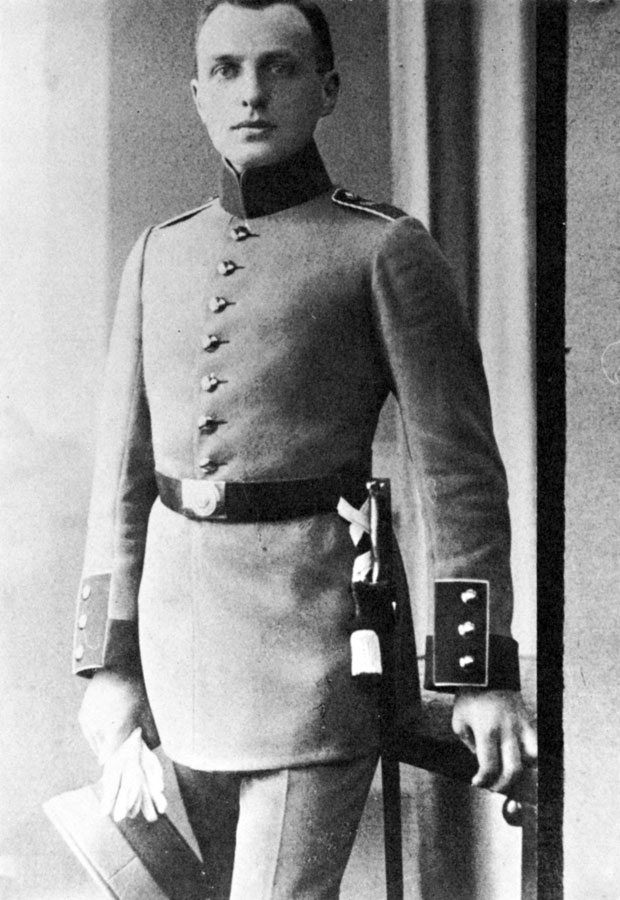
Alfred Lichtenstein (1889–1914)

- Lichtenstein, Alfred F. (1876–1947), US-amerikanischer Philatelist
- Lichtenstein, Anton August Heinrich (1753–1816), deutscher Zoologe und Bibliothekar
- Lichtenstein, Augustin Oswald von († 1663), Komtur und Landkomtur des deutschen Ordens
- Lichtenstein, Clara († 1946), englische Pianistin und Musikpädagogin
- Lichtenstein, Eduard (* 1818), deutscher Mediziner und Naturforscher
- Lichtenstein, Eduard (1889–1953), deutscher Opernsänger (Tenor)
- Lichtenstein, Eric (* 1994), argentinischer Automobilrennfahrer
- Lichtenstein, Erich (1888–1967), deutscher Literaturwissenschaftler und Verleger
- Lichtenstein, Ernst (1900–1971), deutscher Erziehungswissenschaftler und Hochschullehrer
- Lichtenstein, Erwin (1901–1993), deutsch-israelischer Jurist
- Lichtenstein, Franz (1852–1884), deutscher Germanist
- Lichtenstein, Georg Rudolph (1747–1807), deutscher Arzt und Apotheker
- Lichtenstein, George (1827–1893), ungarischer Pianist und Musikpädagoge
- Lichtenstein, Heiner (1932–2010), deutscher Journalist und Publizist
- Lichtenstein, Hinrich (1780–1857), deutscher Arzt, Forscher, Botaniker und Zoologe
- Lichtenstein, Ignatz (1825–1908), ungarischer orthodoxer Rabbiner
- Lichtenstein, Irving L. (1920–2000), US-amerikanischer Chirurg und Pionier der Hernienchirurgie
- Lichtenstein, Jacqueline (1947–2019), französische Philosophin und Kunsthistorikerin
- Lichtenstein, Joachim Dietrich (1706–1773), deutscher Jurist und Bürgermeister
- Lichtenstein, Jules (1816–1886), deutsch-französischer Weinhändler und Entomologe
- Lichtenstein, Karl (1816–1866), römisch-katholischer Geistlicher, Pädagoge und Politiker
- Lichtenstein, Karl August von (1767–1845), deutscher Opernsänger, Komponist, Librettist, Übersetzer und Intendant
- Lichtenstein, Kurt (1911–1961), deutscher Widerstandskämpfer, Journalist und Politiker (KPD), MdL
- Lichtenstein, Leon (1878–1933), deutscher Mathematiker
- Lichtenstein, Louis (1906–1977), US-amerikanischer Pathologe
- Lichtenstein, Max (1860–1942), deutscher Jurist
- Lichtenstein, Mitchell (* 1956), US-amerikanischer Schauspieler, Autor, Produzent und Regisseur
- Lichtenstein, Oskar (1852–1914), Landtagsabgeordneter Großherzogtum Hessen
- Lichtenstein, Romelia (* 1962), deutsche Opern-, Operetten-, Oratorien-, Lied- und Konzertsängerin (Sopran)
- Lichtenstein, Roy (1923–1997), US-amerikanischer Lehrer und Maler der Pop ArtRoy Lichtenstein (1923–1997)

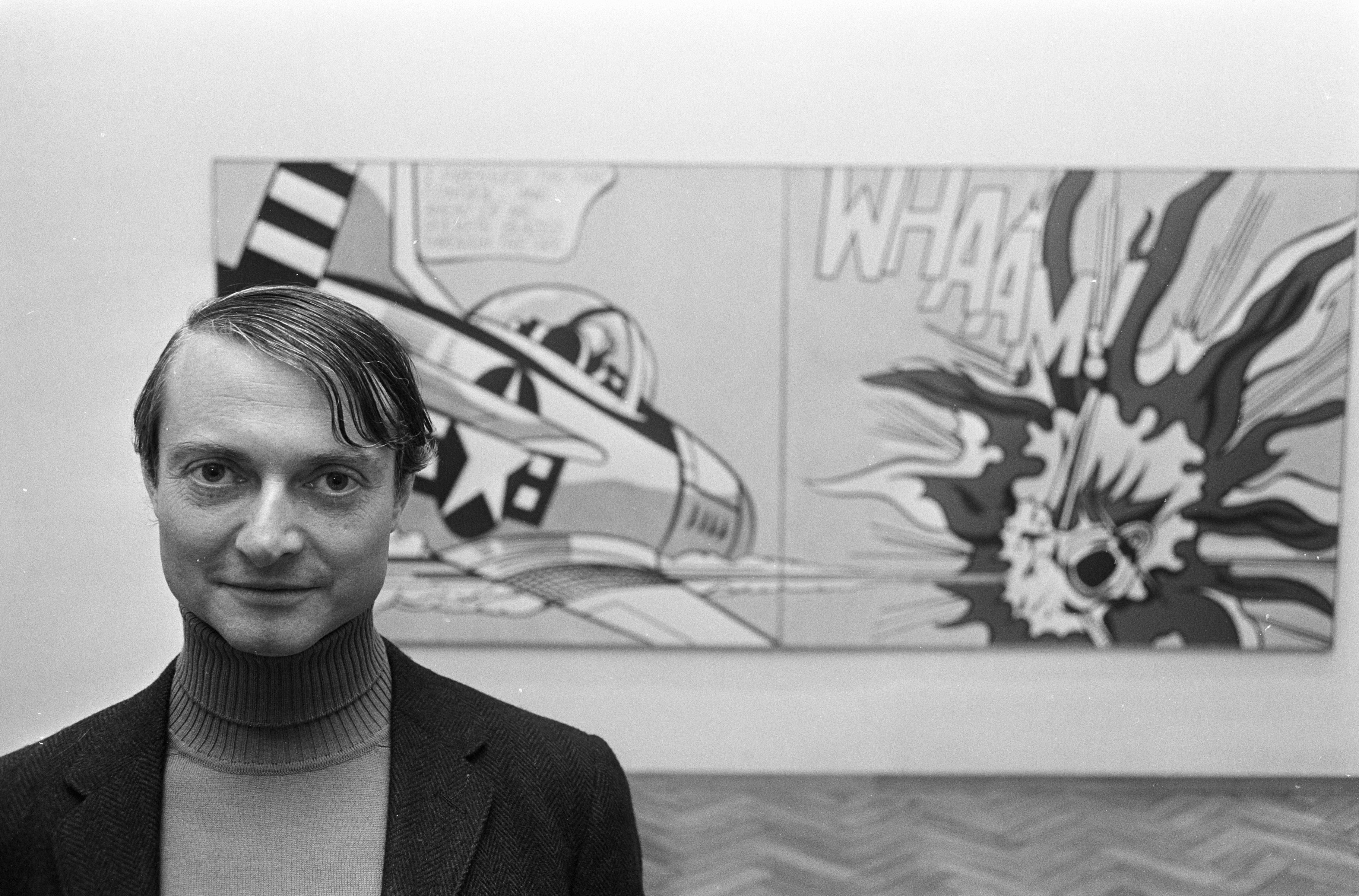
Roy Lichtenstein (1923–1997)

- Lichtenstein, Simone (* 1981), deutsche Sängerin in der Stimmlage Sopran
- Lichtenstein, Swantje (* 1970), deutsche Performance-Künstlerin, Autorin und Hochschullehrerin
- Lichtenstein, Ulrich von (1564–1633), deutscher Adliger und Höfling
- Lichtenstein, Victoire (1795–1866), deutsche Sängerin und Salonnière in Berlin
- Lichtenstein, Walter (1902–1984), deutscher Standfotograf
- Lichtenstein, Wolfgang (* 1929), deutscher Fußballspieler
- Lichtenstein-Offenberg, Hartnid von († 1298), Bischof von Gurk
- Lichtenstein-Rother, Ilse (1917–1991), deutsche Grundschulpädagogin
- Lichtensteiner, Meinrad (1759–1834), österreichischer Benediktiner und Schulmann
- Lichtenstern, Christa (* 1943), deutsche Kunsthistorikerin und Hochschullehrerin
- Lichtenstern, Hans (* 1948), deutscher Eisschnellläufer
- Lichtenstern, Richard (1870–1937), österreichischer Unternehmer
- Lichtenthaeler, Charles (1915–1993), Schweizer Arzt und Medizinhistoriker
- Lichtenthal, Hermann (1795–1853), Klavierbauer
- Lichtenthal, Marie-Luise (* 1959), deutsche Bühnen- und Kostümbildnerin
- Lichtenthal, Peter (1778–1853), österreichischer Arzt, Musikschriftsteller, Komponist und Arrangeur
- Lichtenthaler, Frieder W. (1932–2018), deutscher Chemiker und Hochschullehrer
- Lichtenthaler, Hartmut K. (* 1934), deutscher Botaniker und Pflanzenphysiologe
- Lichtenthaler, Philipp von (1778–1857), deutscher Bibliothekar
- Lichtenthaler, Ulrich (* 1978), deutscher Wirtschaftswissenschaftler und Unternehmensberater
- Lichtenthäler, Ute, deutsche Schauspielerin
- Lichtenwalner, Norton Lewis (1889–1960), US-amerikanischer Politiker
- Lichtenwalter, Franklin H. (1910–1973), US-amerikanischer Politiker
- Lichter, Cheryl, US-amerikanische Opernsängerin und Dirigentin
- Lichter, Horst (* 1962), deutscher Koch, Fernsehkoch, Kochbuchautor und ModeratorHorst Lichter (* 1962)

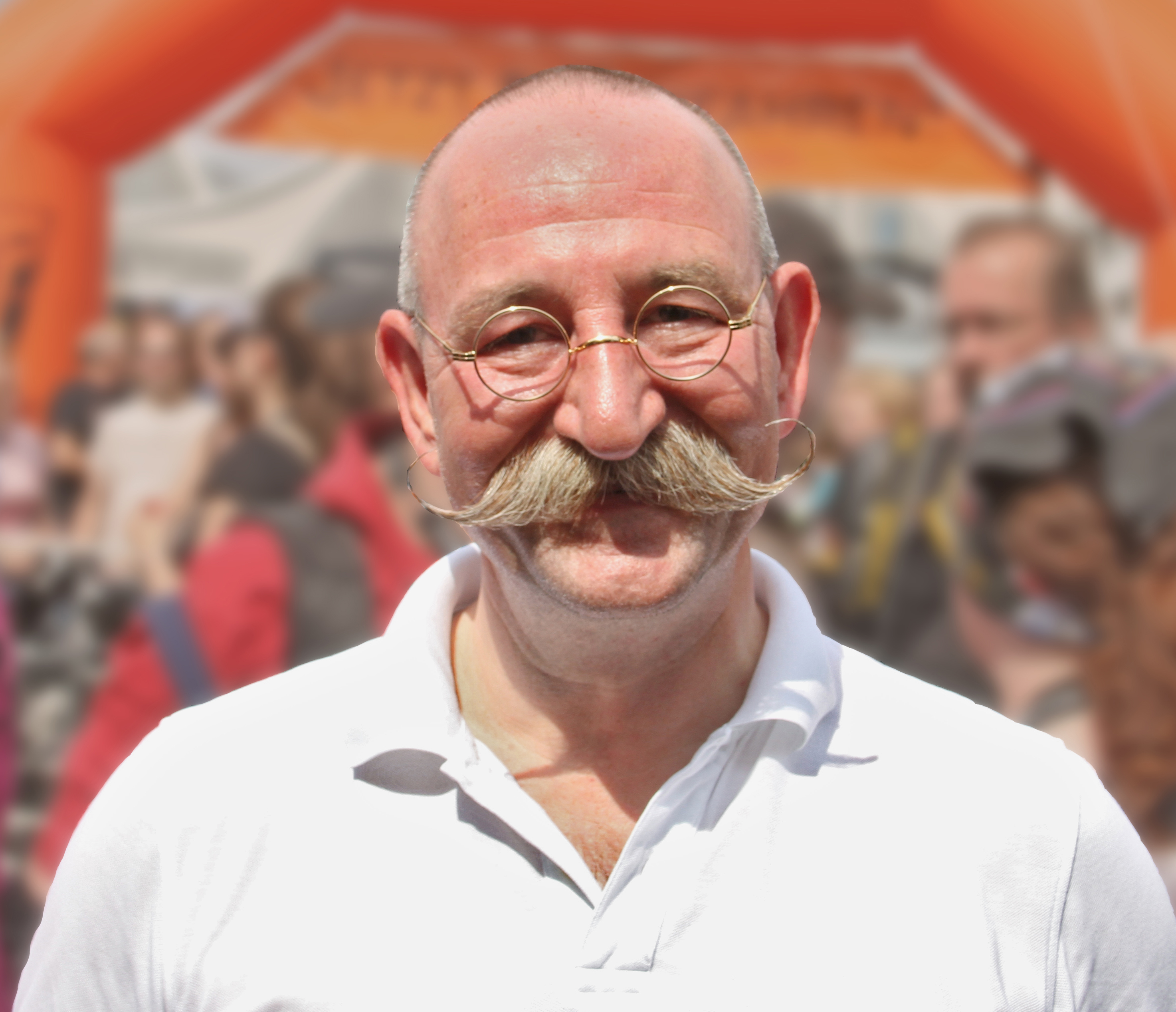
Horst Lichter (* 1962)

- Lichter, Marika (* 1949), österreichische Schauspielerin
- Lichter, Peter (* 1957), deutscher Biologe und Hochschullehrer
- Lichter, Philipp (1796–1870), deutscher katholischer Geistlicher und Schriftsteller
- Lichter, Robert (1884–1950), deutscher Landwirt und Politiker (CDU), MdL
- Lichter, Stefan (1957–2023), deutscher Fernsehproduzent, Autor und Journalist
- Lichters, Marcel (* 1983), deutscher Wirtschaftswissenschaftler und Hochschullehrer
- Lichtervelde, Baudouin de (1877–1960), belgischer Diplomat

##### Lichtf
- Lichtfus, Lisa (* 1999), belgische FußballspielerinLisa Lichtfus (* 1999)

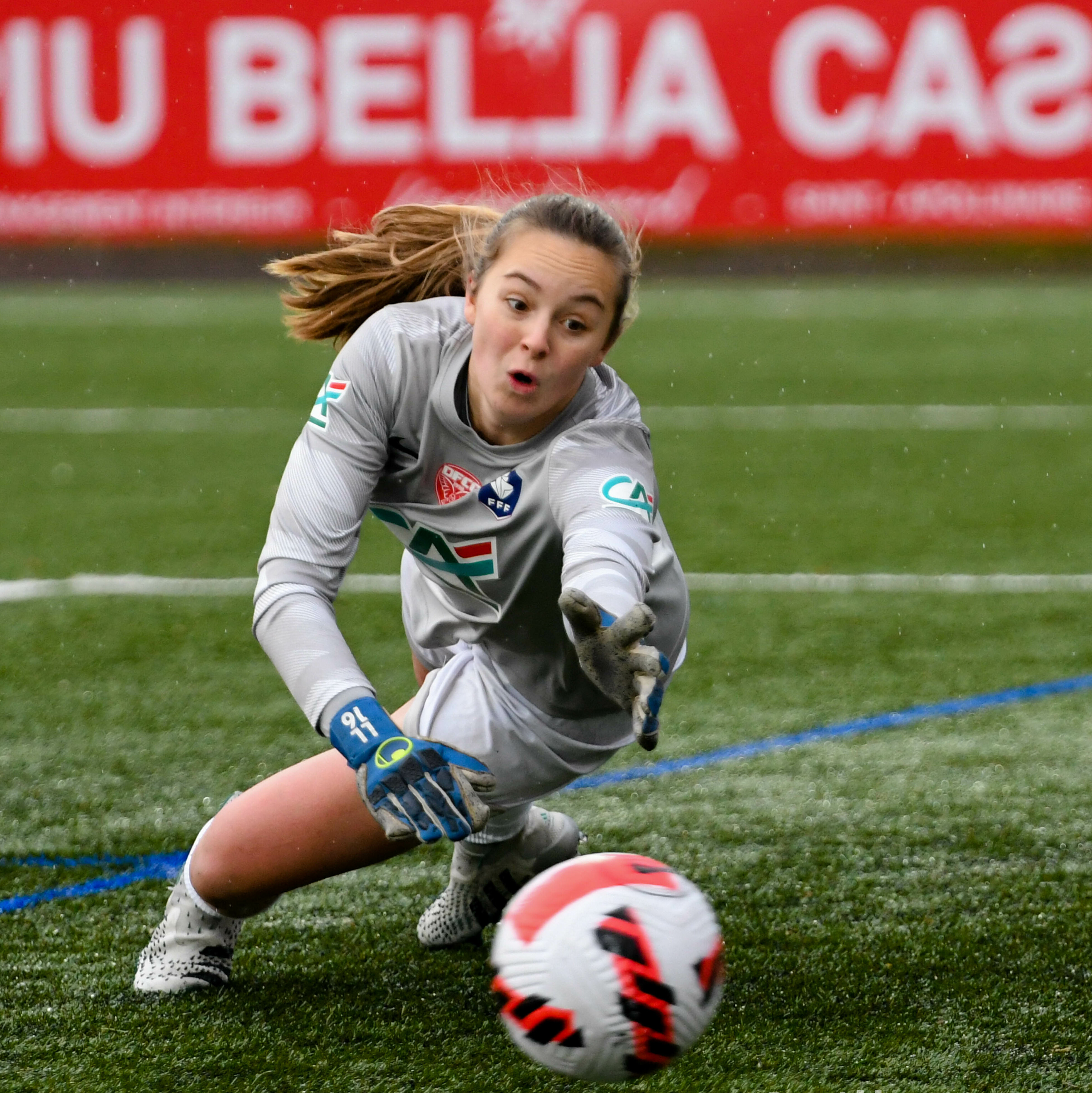
Lisa Lichtfus (* 1999)

- Lichtfuss, Martin (* 1959), österreichischer Komponist und Dirigent

##### Lichth
- Lichthammer, Friedrich (1818–1900), Eisenbahningenieur und Eisenbahndirektor
- Lichthardt, Friedrich (1800–1858), deutscher Bildhauer und Vergolder
- Lichtheim, George (1912–1973), deutsch-britischer Schriftsteller
- Lichtheim, Ludwig (1845–1928), deutscher Internist und Neurologe
- Lichtheim, Miriam (1914–2004), amerikanisch-israelische Ägyptologin
- Lichtheim, Richard (1885–1963), zionistischer Politiker

##### Lichti
- Lichti, James Irvin (* 1953), US-amerikanischer Historiker
- Lichti, Leander (* 1976), deutscher Schauspieler
- Lichti, Philipp (1881–1958), deutscher Landwirt und Senator (Bayern)
- Lichti, Rüdiger (1927–2002), deutscher Schauspieler
- Lichtigfeld, Isaak Emil (1894–1967), Rabbiner
- Lichtinghagen, Margrit (* 1954), deutsche Juristin

##### Lichtl
- Lichtl, Heinz (1931–2015), deutscher Fußballspieler
- Lichtlein, Carsten (* 1980), deutscher HandballtorwartCarsten Lichtlein (* 1980)

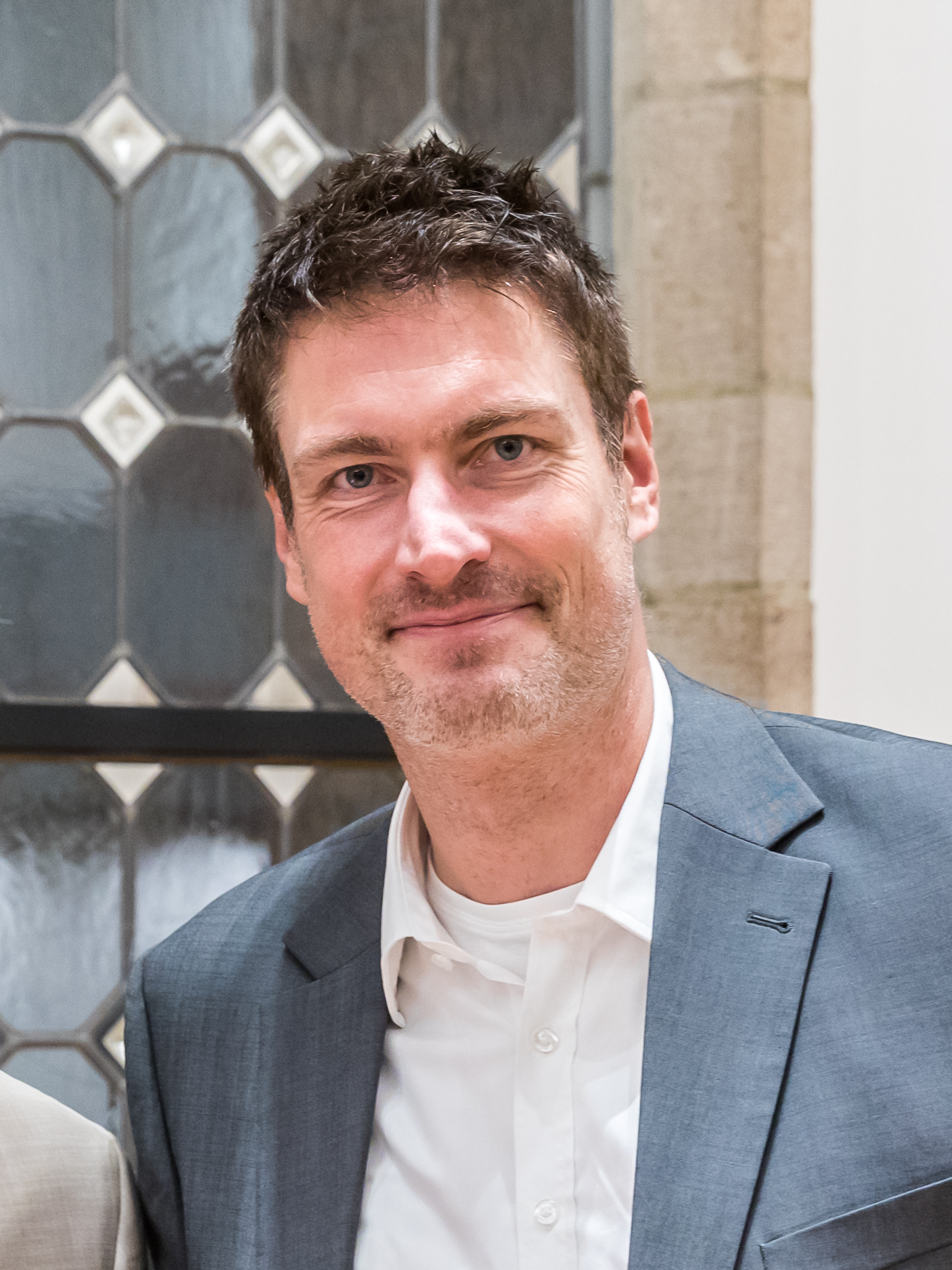
Carsten Lichtlein (* 1980)

- Lichtlein, Nils (* 2002), deutscher Handballspieler
- Lichtlen, Paul (1929–2005), Schweizer Kardiologe und Hochschullehrer

##### Lichtm
- Lichtman, Ada (1915–1993), polnische Holocaustüberlebende
- Lichtman, Allan (* 1947), US-amerikanischer Historiker und Politikwissenschaftler
- Lichtman, Itzhak (1908–1991), polnischer Widerstandskämpfer, Holocaustüberlebender
- Lichtman, Jewgeni Pinchassowitsch (* 1946), russischer Physiker
- Lichtmesz, Martin (* 1976), österreichischer Publizist und Übersetzer der Neuen Rechten

##### Lichtn
- Lichtner, Evgenia (* 1993), deutsche Schauspielerin
- Lichtner, Werner (1945–1989), deutscher Kartograph und Hochschullehrer
- Lichtner-Aix, Werner (1939–1987), deutscher Maler und Graphiker
- Lichtner-Hoyer, Lukas (* 1962), österreichischer Unternehmer und Autorennfahrer
- Lichtner-Hoyer, Peter (1925–2020), österreichischer Springreiter und Moderner Fünfkämpfer

##### Lichto
- Lichtone, Robert (1631–1692), schwedischer Staatsmann

##### Lichts
- Lichtscheidel, Winfried (* 1980), deutscher Organist und katholischer Kirchenmusiker
- Lichtscheidl-Schultz, Irene (* 1955), österreichische Botanikerin
- Lichtschein, Fritz (1902–1932), österreichischer Hockey- und Eishockeytorwart
- Lichtschlag, André F. (* 1968), deutscher Journalist, Chefredakteur von eigentümlich frei
- Lichtschlag, Linus (* 1988), deutscher Ruderer
- Lichtschlag, Otto (1885–1961), deutscher Oberst i. G. und Freikorpsführer
- Lichtschlag, Walter (1889–1969), deutscher Arzt und SS-Führer
- Lichtsteiner, Alois (* 1950), Schweizer Maler und Objektkünstler
- Lichtsteiner, Maria J. (* 1956), Schweizer Künstlerin
- Lichtsteiner, Stephan (* 1984), Schweizer FussballspielerStephan Lichtsteiner (* 1984)

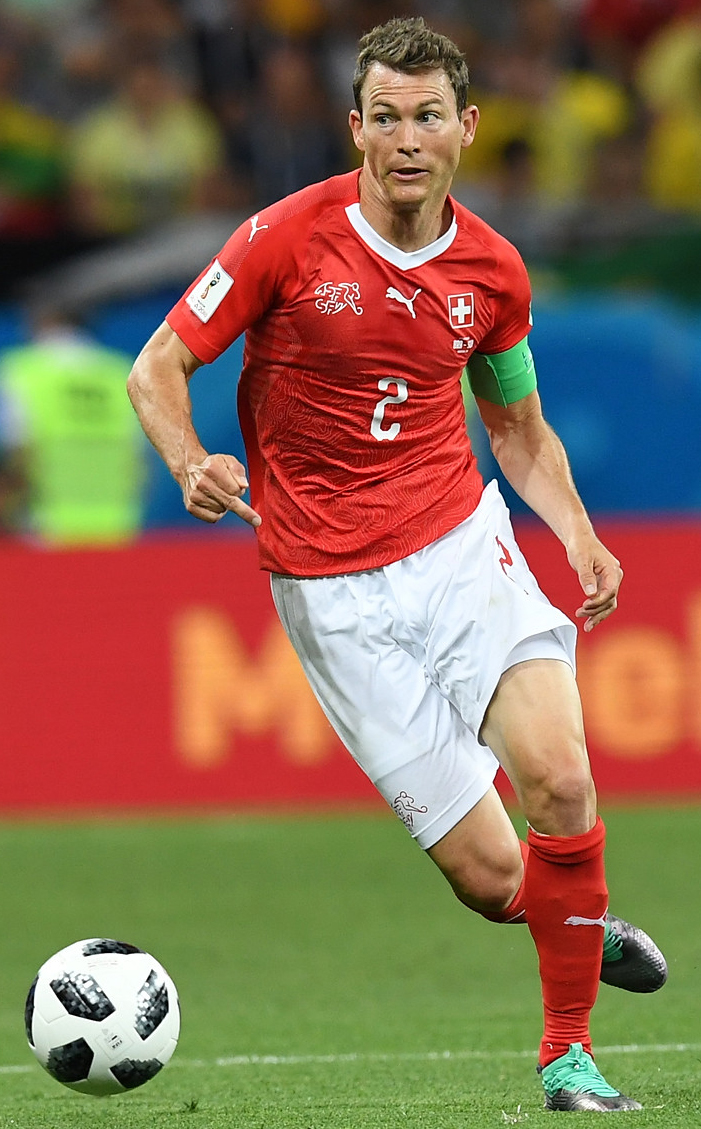
Stephan Lichtsteiner (* 1984)

##### Lichtw
- Lichtwarck-Aschoff, Michael (* 1946), deutscher Arzt und Schriftsteller
- Lichtwark, Alfred (1852–1914), deutscher Kunsthistoriker, Museumsleiter und Kunstpädagoge in Hamburg
- Lichtwark, Cushla (* 1980), neuseeländische Fußballtorhüterin
- Lichtwark, Karl (1859–1931), deutscher Organist
- Lichtwer, Magnus Gottfried (1719–1783), deutscher Jurist und Fabeldichter
- Lichtwitz, Leopold (1876–1943), deutscher Arzt für Innere Medizin

#### Lichu
- Lichud, Joanniki (1633–1717), griechisch-russischer Philosoph, Theologe und Logiker
- Lichud, Sophronius (1652–1730), griechisch-russischer Philosoph, Theologe und Logiker

#### Lichy
- Lichy, Johanna (* 1949), deutsche Politikerin (CDU), MdL
- Lichý, Patrik (* 1992), slowakischer Skispringer
- Lichý, Petr (* 1990), tschechischer Sprinter

### Lici
- Licina, Enad (* 1979), serbischer Boxer
- Licina, Selma (* 2001), deutsche Fußballspielerin
- Licina-Bode, Luiza (* 1972), deutsche Politikerin (SPD)
- Licini, James (1937–2025), Schweizer Bildhauer und PlastikerJames Licini (1937–2025)

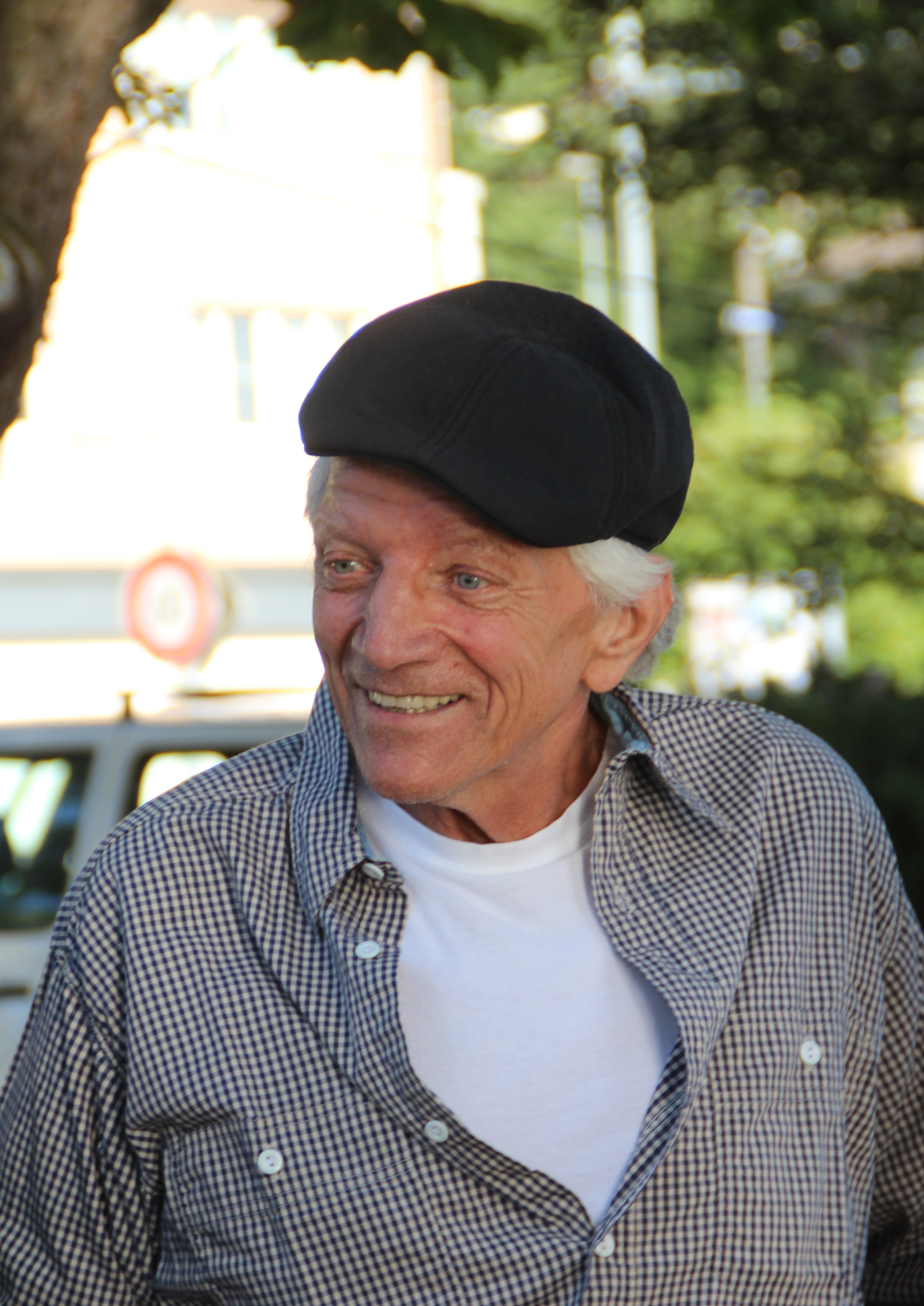
James Licini (1937–2025)

- Licini, Osvaldo (1894–1958), italienischer Maler
- Licinia, erste Ehefrau von Marcus Porcius Cato dem Älteren
- Licinia, Gattin des Gaius Sulpicius Galba
- Licinia, Gattin des Prätors (93 v. Chr.) Publius Cornelius Scipio Nasica
- Licinia, Gattin des römischen Volkstribunen Gaius Sempronius Gracchus
- Licinia, Gattin von Gaius Marius dem Jüngeren
- Licinia, Vestalin, Verwandte des Lucius Licinius Murena
- Licinia, Gattin des Claudius Asellus
- Licinia Cornelia Volusia Torquata, römische Patrizierin
- Licinia Magna, Gattin des römischen Konsuls Lucius Calpurnius Piso
- Licinia Praetextata, Vestalin, Tochter des Konsuls (64 n. Chr.) Marcus Licinius Crassus Frugi
- Licinianus Licinius, Mitkaiser seines Vaters Licinius
- Licinianus, Iulius Valens, Gegenkaiser im Jahr 251
- Licinius († 325), römischer Kaiser (308–324)Licinius († 325)
- Licinius, Bischof von Angers

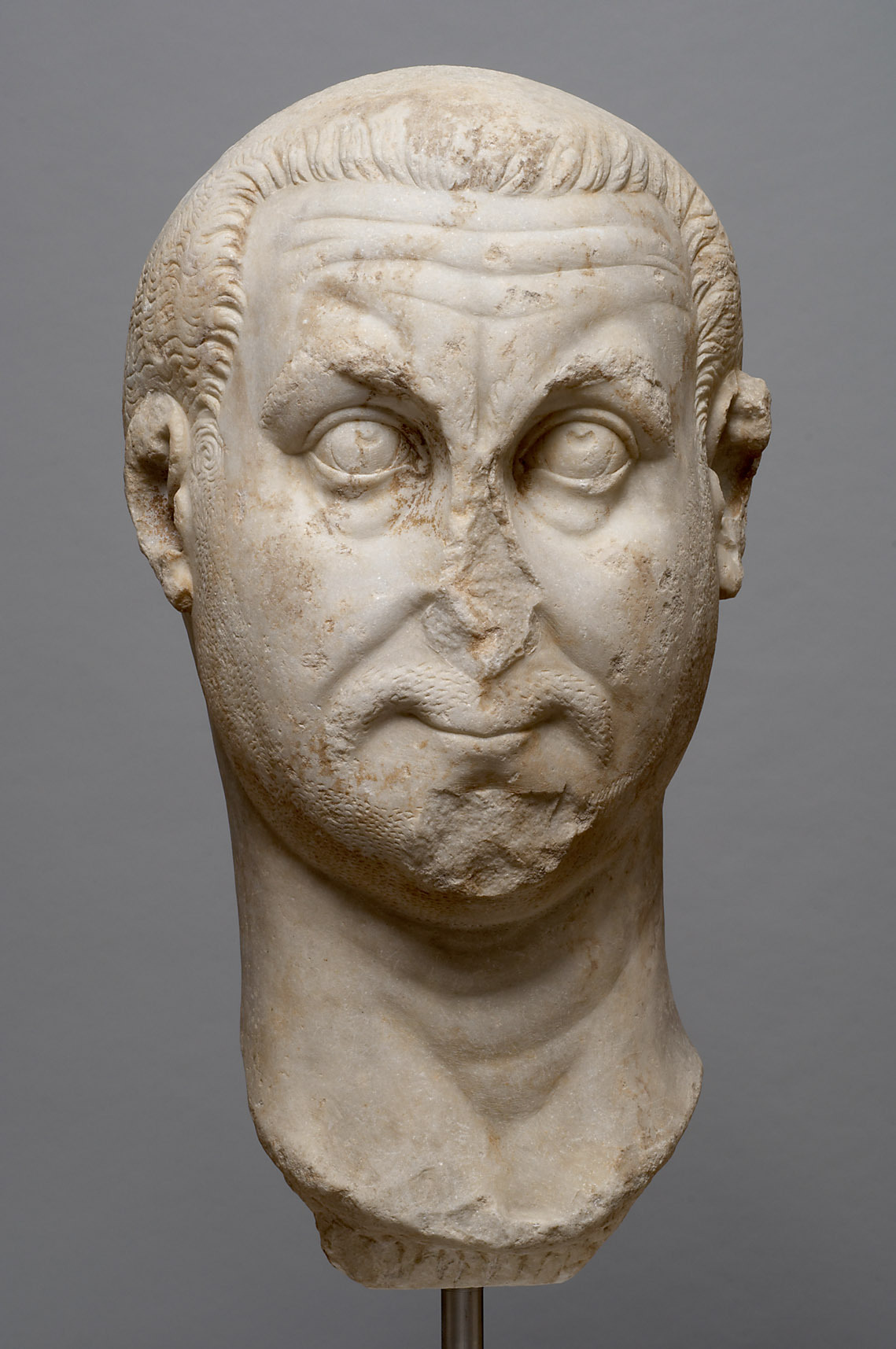
Licinius († 325)

- Licinius Calvus Esquilinus, Publius, römischer Konsulartribun 400 und 396 v. Chr.
- Licinius Calvus, Gaius, römischer Konsul 364 v. Chr.
- Licinius Cassius Cassianus, Tiberius, römischer Suffektkonsul (147)
- Licinius Celer Nepos, Marcus, römischer Suffektkonsul 127
- Licinius Clemens, römischer Offizier (Kaiserzeit)
- Licinius Crassus Dives Mucianus, Publius († 130 v. Chr.), römischer Konsul 131 v. Chr.
- Licinius Crassus Dives, Publius († 183 v. Chr.), römischer Pontifex Maximus, Konsul und Zensor
- Licinius Crassus Frugi, Marcus, Konsul 64
- Licinius Crassus Frugi, Marcus, römischer Senator und Konsul 27
- Licinius Crassus, Lucius (140 v. Chr.–91 v. Chr.), römischer Politiker und Redner

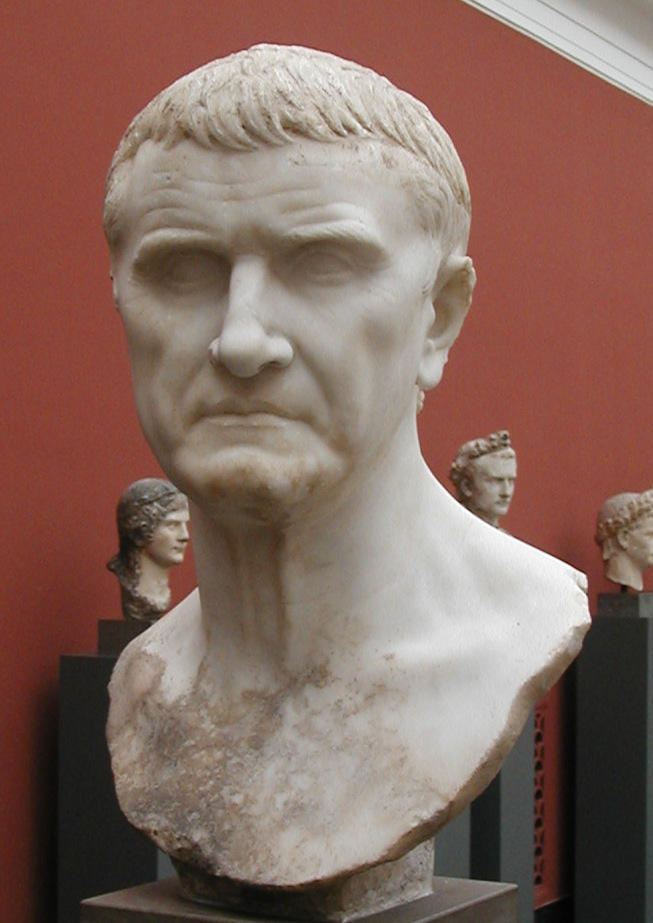
Marcus Licinius Crassus († 53 v. Chr.)

- Licinius Crassus, Marcus († 53 v. Chr.), römischer Politiker (1. Triumvirat)Marcus Licinius Crassus († 53 v. Chr.)
- Licinius Crassus, Marcus († 49 v. Chr.), Sohn des Triumvirn Marcus Licinius Crassus
- Licinius Crassus, Marcus, römischer Politiker und Feldherr, Konsul 30 v. Chr.
- Licinius Crassus, Publius, römischer Konsul 171 v. Chr.
- Licinius Crassus, Publius († 87 v. Chr.), römischer Politiker, Konsul 97 v. Chr.
- Licinius Imbrex, römischer Komödiendichter
- Licinius Lucullus, Lucius, römischer Konsul 151 v. Chr.
- Licinius Mucianus, Gaius, römischer Politiker und Feldherr
- Licinius Murena, Lucius, römischer Politiker, Konsul 62 v. Chr.
- Licinius Nerva Silianus, Aulus, römischer Konsul (65)
- Licinius Nerva, Aulus, Prätor 166 v. Chr.
- Licinius Nigrinus, römischer Ritter (Kaiserzeit)
- Licinius Pansa, Publius, Konsul 134
- Licinius Patroclus, Lucius, römischer Kunsthandwerker
- Licinius Privatus, Marcus, Freigelassener in Ostia
- Licinius Ripanus, Marcus, römischer Offizier (Kaiserzeit)
- Licinius Rufinus, römischer Beamter und Statthalter von Noricum
- Licinius Rufus, Marcus, römischer Ritter (Kaiserzeit)
- Licinius Silvanus Granianus, Quintus, römischer Suffektkonsul (106)
- Licinius Stolo, Gaius, römischer Politiker
- Licinius Sura, Lucius (* 40), römischer Konsul 102 und 107 und Militär
- Licinius Tegula, Publius, römischer Hymnendichter
- Licinius Valerianus († 268), römischer Senator und Konsul 265
- Licinius Valerianus, Titus, römischer Offizier (Kaiserzeit)
- Licinius Varus, Gaius, römischer Konsul 236 v. Chr.
- Licinius Victor, Marcus, römischer Offizier (Kaiserzeit)
- Licinnius Serenianus, römischer Statthalter
- Licinus, Julius, freigelassener Gallier
- Līcis, Jānis (1832–1905), lettischer Priester und orthodoxer Märtyrer
- Licis, Martins (* 1990), US-amerikanischer StrongmanMartins Licis (* 1990)

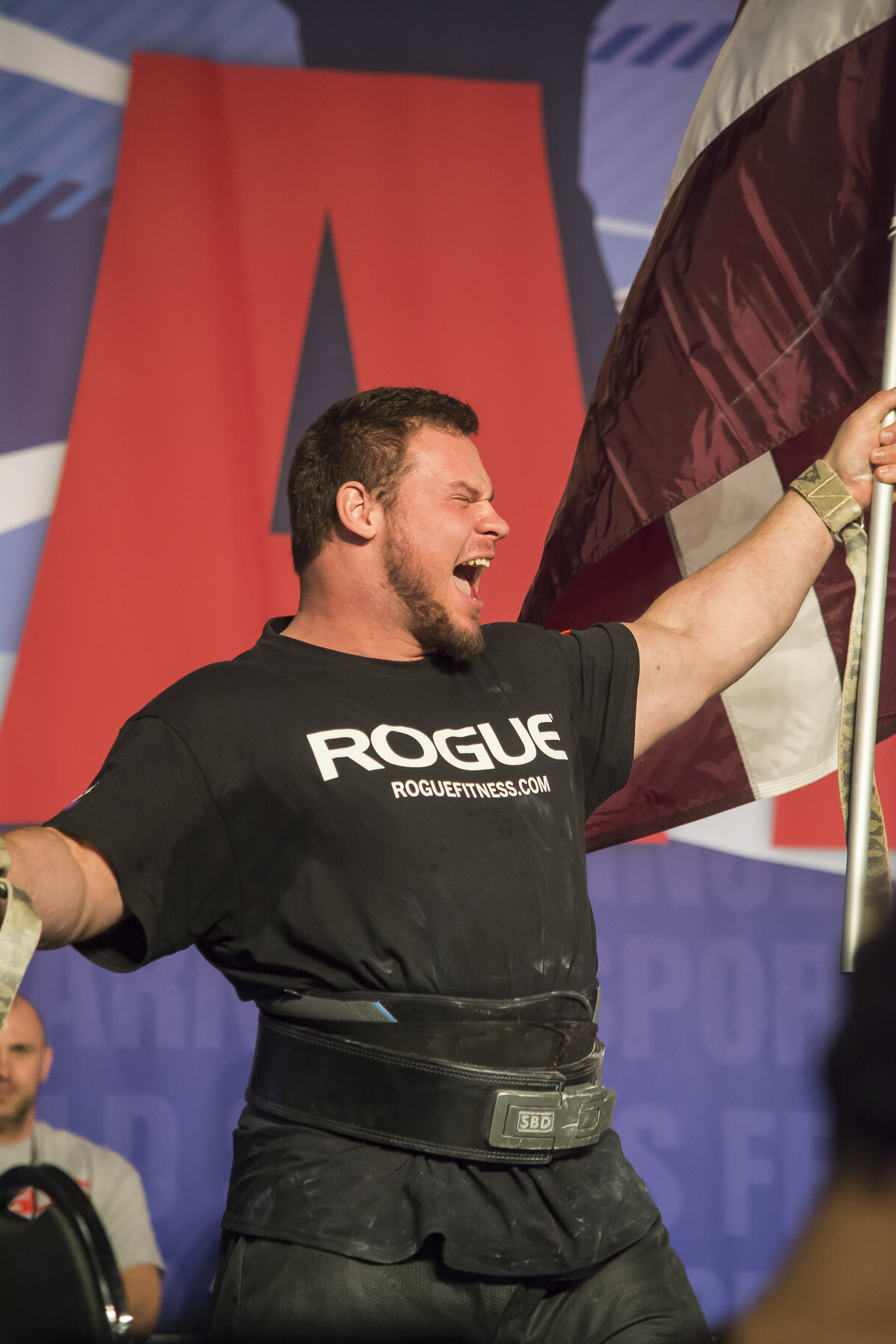
Martins Licis (* 1990)

- Licitra, Lorenzo (* 1992), italienischer Popsänger
- Licitra, Salvatore (1968–2011), italienischer Tenor

### Lick
- Lick, James (1796–1876), US-amerikanischer Pianobauer, Großgrundbesitzer und Förderer der Wissenschaften
- Lick, Rainer Fritz (1931–1982), deutscher Chirurg
- Lička, Marcel (* 1977), tschechischer Fußballspieler
- Lička, Mario (* 1982), tschechischer Fußballspieler
- Lička, Verner (* 1954), tschechoslowakischer Fußballspieler und Fußballtrainer
- Lickes, Leo (1926–1989), deutscher Leichtathlet
- Lickfeld, Hermann (1898–1941), deutscher Bildhauer
- Lickint, Fritz (1898–1960), deutscher Internist und Hochschullehrer
- Lickl, Carl Georg (1801–1877), österreichischer Komponist, Pianist
- Lickl, Johann Georg (1769–1843), österreichischer Komponist
- Licklederer, Helmut (* 1955), deutscher Musiker, Liedermacher, Songtexter und Geschichtenerzähler
- Licklider, J. C. R. (1915–1990), amerikanischer Psychologe und InformatikerJ. C. R. Licklider (1915–1990)

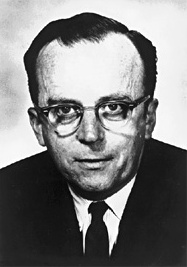
J. C. R. Licklider (1915–1990)

- Licko, Zuzana (* 1961), US-amerikanische Grafikdesignerin und Typografin
- Lickona, Thomas (* 1943), US-amerikanischer Entwicklungspsychologe und Erziehungswissenschaftler
- Lickorish, W. B. R. (* 1938), britischer Mathematiker

### Lico
- Liço, Ledion (* 1986), albanischer Fernsehmoderator, Produzent, Sänger und Mediendirektor
- Licona, Carlos (* 1995), mexikanischer Boxer im Strohgewicht
- Licona, Lina (* 1998), kolumbianische Sprinterin

### Licu
- Licu, Gheorghe (1945–2014), rumänischer Handballspieler und -trainer
- Licu, Robert (* 1969), rumänischer Handballspieler und -trainer
- Licudi, Gabriella (1941–2022), britische Schauspielerin
- Licul, Miljenko (1946–2009), slowenischer Grafikdesigner
- Liculescu, Adela (* 1993), rumänische Pianistin

### Licw
- Lićwinko, Kamila (* 1986), polnische Hochspringerin

### Licz
- Liczik, Andrzej (* 1977), polnischer Boxer und Teilnehmer der Olympischen Sommerspiele 2004
- Licznerski, Zenon (* 1954), polnischer Leichtathlet